# Wörlitzer Park

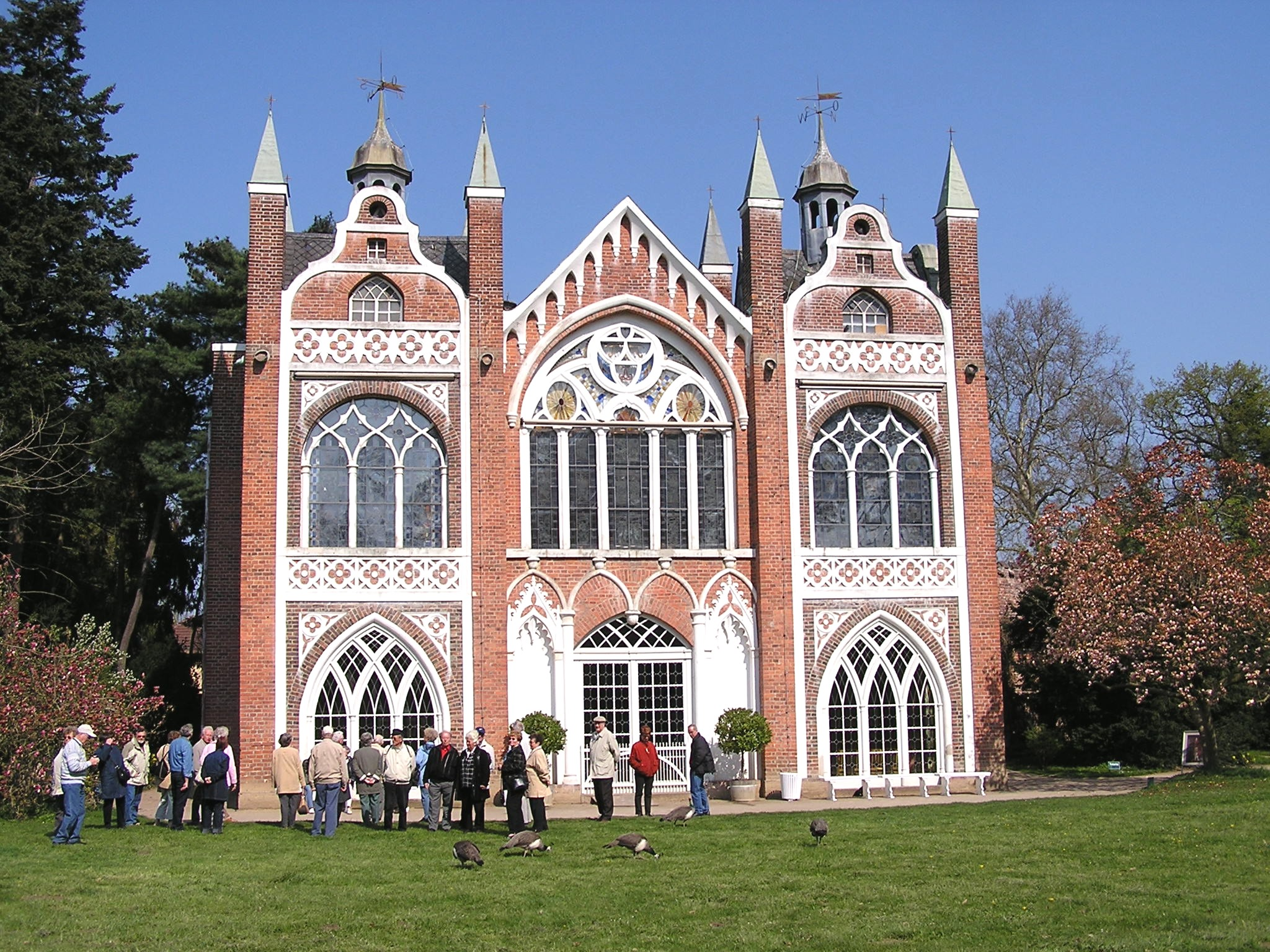
Gotisches Haus, im neogotischen Stil

Der Wörlitzer Park, auch Wörlitzer Anlagen, ist ein Landschaftsgarten in Wörlitz im Landkreis Wittenberg, angelegt ab 1769 im englischen Stil von Johann Friedrich Eyserbeck unter der Regentschaft von Fürst Leopold III. Friedrich Franz von Anhalt-Dessau (1740–1817), vor allem in der zweiten Hälfte des 18. Jahrhunderts. Der Park liegt am Wörlitzer See, einem Altarm der Elbe, grenzt unmittelbar an die Stadt Wörlitz, erstreckt sich über eine Fläche von 112,5 Hektar und hat jährlich über eine Million Besucher. Er gehört zum Netzwerk Gartenträume Sachsen-Anhalt sowie zum Dessau-Wörlitzer Gartenreich, einer UNESCO-Welterbestätte.

## Geschichte

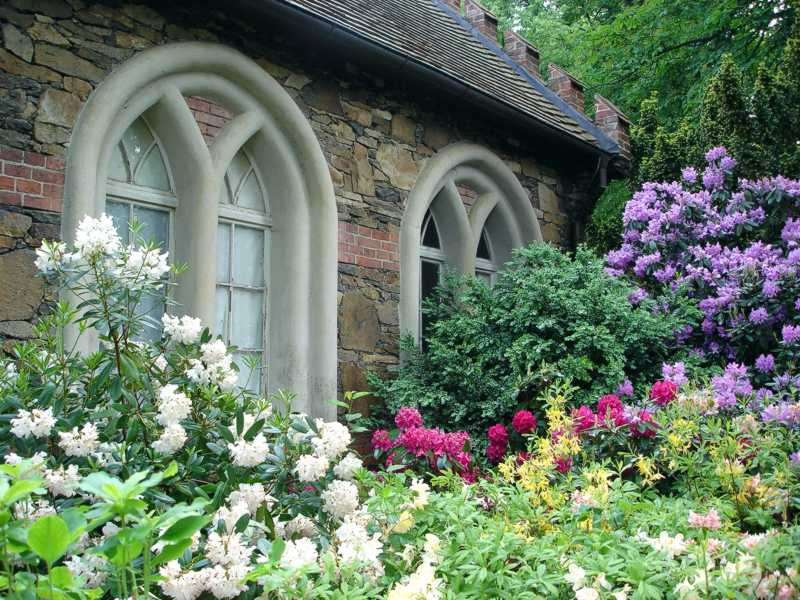
Ehemaliger Kuhstall

Der Park wurde von 1769 bis 1773 angelegt und bis 1813 erweitert; er gilt als einer der ersten und zählt zu den größten deutschen Landschaftsparks nach englischem Vorbild. Gleichzeitig hatte der Park einen Bildungsauftrag, der sich über Architektur, Gartenkunst und auch Ackerbau erstreckte. Die Ziele des Fürsten bei der Parkgestaltung waren:
- Sie entspricht dem Bildungsauftrag gegenüber den Untertanen.
- Der Mensch steht im Mittelpunkt.
- Über Anmutung hinaus soll ein praktischer Nutzen bestehen.

So war der Park auch zur damaligen Zeit mit allen Gebäuden und dem Schloss für jeden zu besichtigen. Ausnahme waren das Graue Haus und die Roseninsel, die seiner Frau, der Fürstin und späteren Herzogin Luise Prinzessin von Brandenburg-Schwedt (auch: Louise), als Rückzugsorte dienten.
Die Anlage ist in ihrer Gesamtheit gut erhalten und wurde von der UNESCO im Jahr 2000 als Teil des Dessau-Wörlitzer Gartenreiches in das Verzeichnis des UNESCO-Weltkulturerbes aufgenommen.
Das Schloss ist der erste klassizistische Schlossbau Deutschlands. Den Garten entwarf der Hofgärtner Johann Friedrich Eyserbeck, an den Bauten im Park war maßgeblich Friedrich Wilhelm von Erdmannsdorff (1736–1800) als Architekt beteiligt.

## Parkteile
Der Wörlitzer Park besitzt fast nur natürliche Abgrenzungen. Im Norden wird der Park durch den Wall, einen Hochwasserschutzdeich, von der hier sehr breiten Elbaue getrennt. Er dient gleichzeitig als Umfassungsweg (engl. belt walk), von dessen erhöhtem Standpunkt aus man viele der klassischen Sichtachsen (beispielsweise zum Schloss, zum Stein, aber auch nach Coswig zum dortigen Schloss) wahrnehmen kann.
Schon im 18. Jahrhundert wurde der Park in mehrere Bereiche gegliedert, die im Wesentlichen seine schrittweise Entwicklung spiegeln:

### Am Schloss
Hier stehen das Schloss, der Marstall, das Küchengebäude und das Graue Haus.

#### Schloss und Küchengebäude

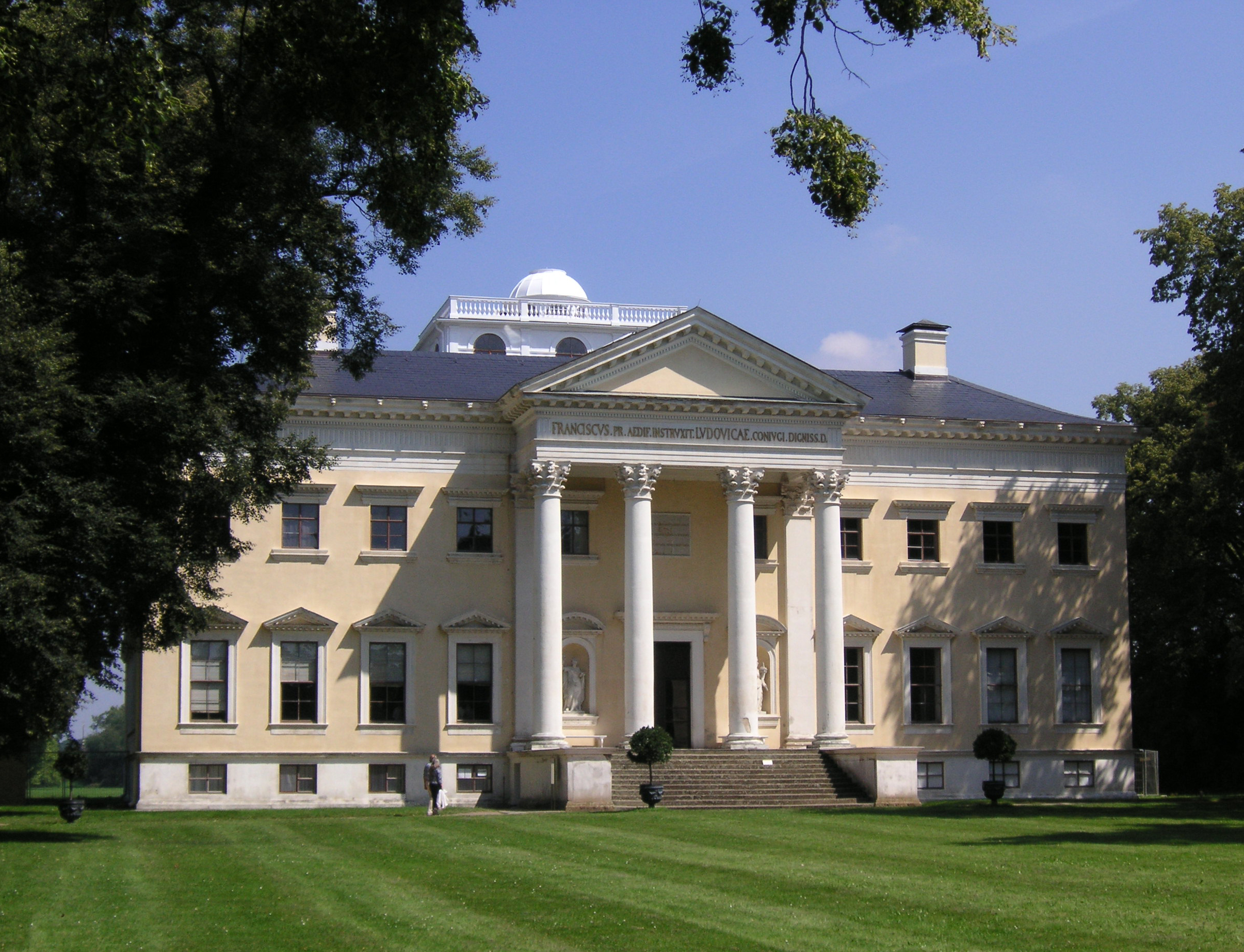
Schloss Wörlitz

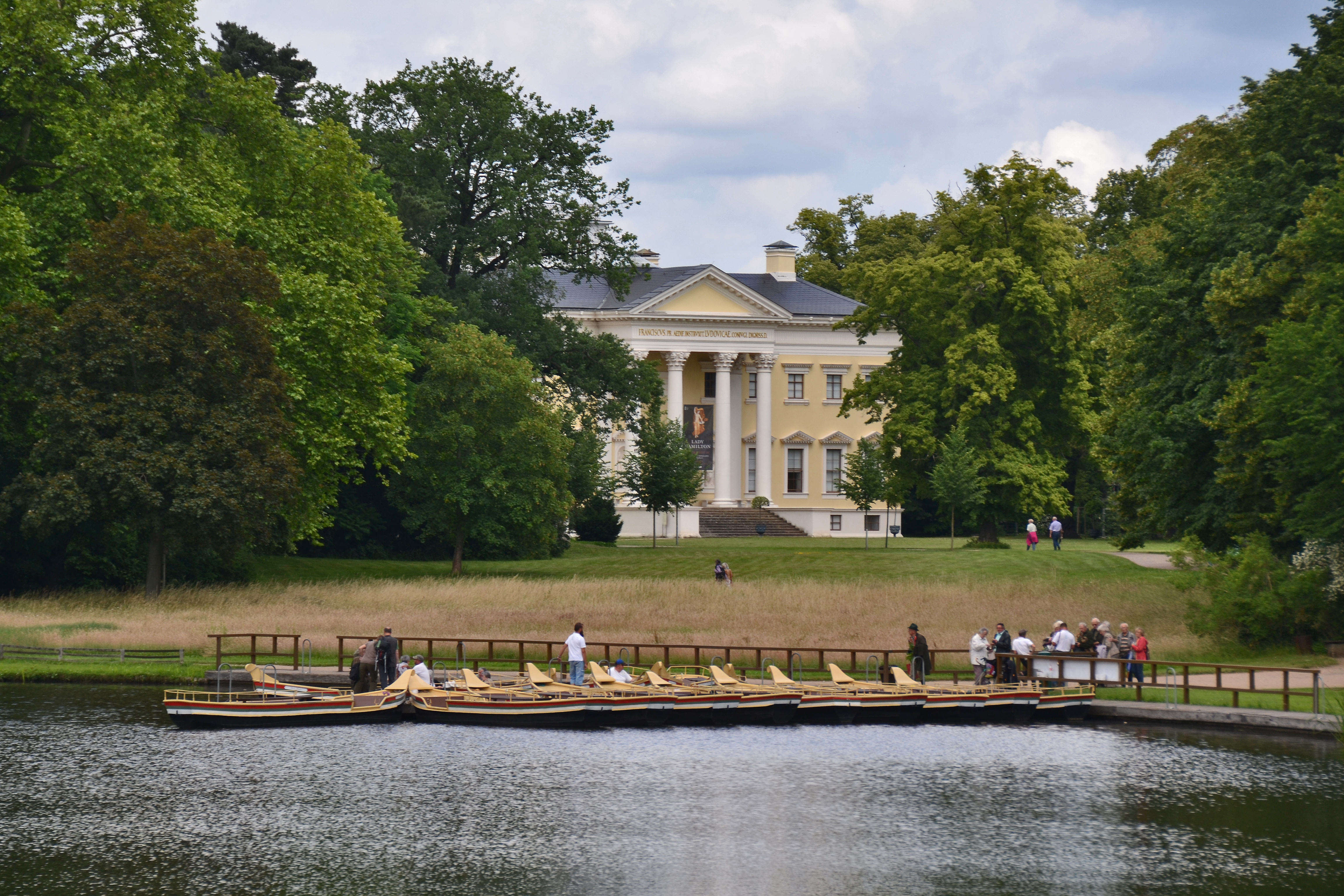
Kahnanlegestelle am Schloss Wörlitz

Schloss Wörlitz ist eines der frühesten klassizistischen Schlossbauwerke außerhalb Englands. Es gilt als der Gründungsbau des deutschen Klassizismus. Der Baumeister Friedrich Wilhelm von Erdmannsdorff errichtete es zwischen 1769 und 1773 für das jung vermählte Fürstenpaar. Im Hauptgeschoss gruppieren sich um den Lichthof die Vorhalle, zehn Räume und zwei Säle.
Seit seiner Fertigstellung im 18. Jahrhundert sind die Räume des Schlosses der Öffentlichkeit zugänglich. Die Inneneinrichtung ist sehr gut erhalten. Sie spiegelt die Interessen und die Grand Tour des Fürsten wider. Im Winter 1765/66 wurden er und seine Suite von ihrem Cicerone Johann Joachim Winckelmann für die antiken Stätten und Sammlungen Roms begeistert. Die Kunsttheorie des Freundes und die in Rom erworbenen Kunstwerke bestimmen die Ausstattung der Räume. Das Möbelensemble stammt aus der Möbelwerkstatt von Abraham und David Roentgen. Erwähnenswert ist auch die Keramiksammlung, vorzugsweise aus der Porzellanmanufaktur Wedgwood.
Durch seine zahlreichen Auslandsaufenthalte inspiriert, ließ der Fürst einige für die damalige Zeit sehr fortschrittliche Einrichtungen einbauen. So gibt es Essensaufzüge und in die Wände versenkbare Türen. Darüber hinaus gab es in den Räumen unter dem Schlafgemach des Fürstenpaares ein Badezimmer, das jedoch heute nicht mehr erhalten ist.
Neben dem Schloss entstand zwischen 1770 und 1772 das Küchen- und Wirtschaftsgebäude. Heute beherbergt das Küchengebäude ein Restaurant und verschiedene Geschäfte.
Das Schloss und das Küchengebäude sind mit einem unterirdischen Gang verbunden. Heute wird dieser Gang genutzt, um Gäste, die an einer Schlossführung teilnehmen, in das Küchengebäude zu leiten.

#### Graues Haus

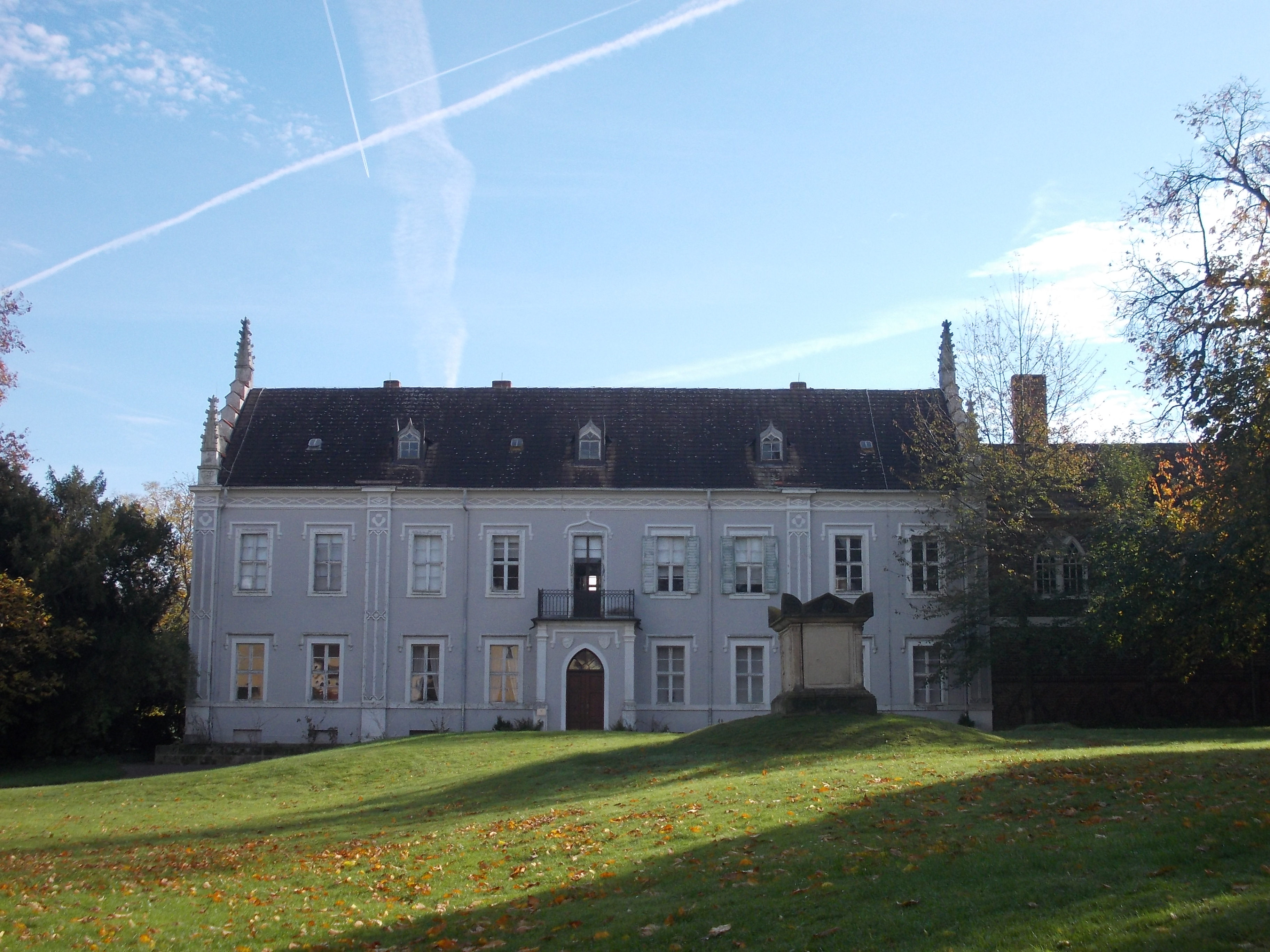
Graues Haus

Gegenüber dem Küchengebäude befindet sich das Graue Haus. Da der Park und das Schloss auch zur Bauzeit zu besichtigen waren, nutzte die Fürstin dieses Gebäude als privaten Aufenthaltsort – daher auch der geläufige Name Haus der Fürstin. Ab 1790 bis zum 6. September 1811 wurde es Dauerwohnsitz der Herzogin. Sie nannte es Graues Kloster (wie die Klöster der Franziskaner, die aufgrund der Farbe ihrer Kutten auch als Graue Mönche bezeichnet wurden).
Heute beherbergt das Graue Haus eine Ausstellung zum Leben der Herzogin.

#### Synagoge

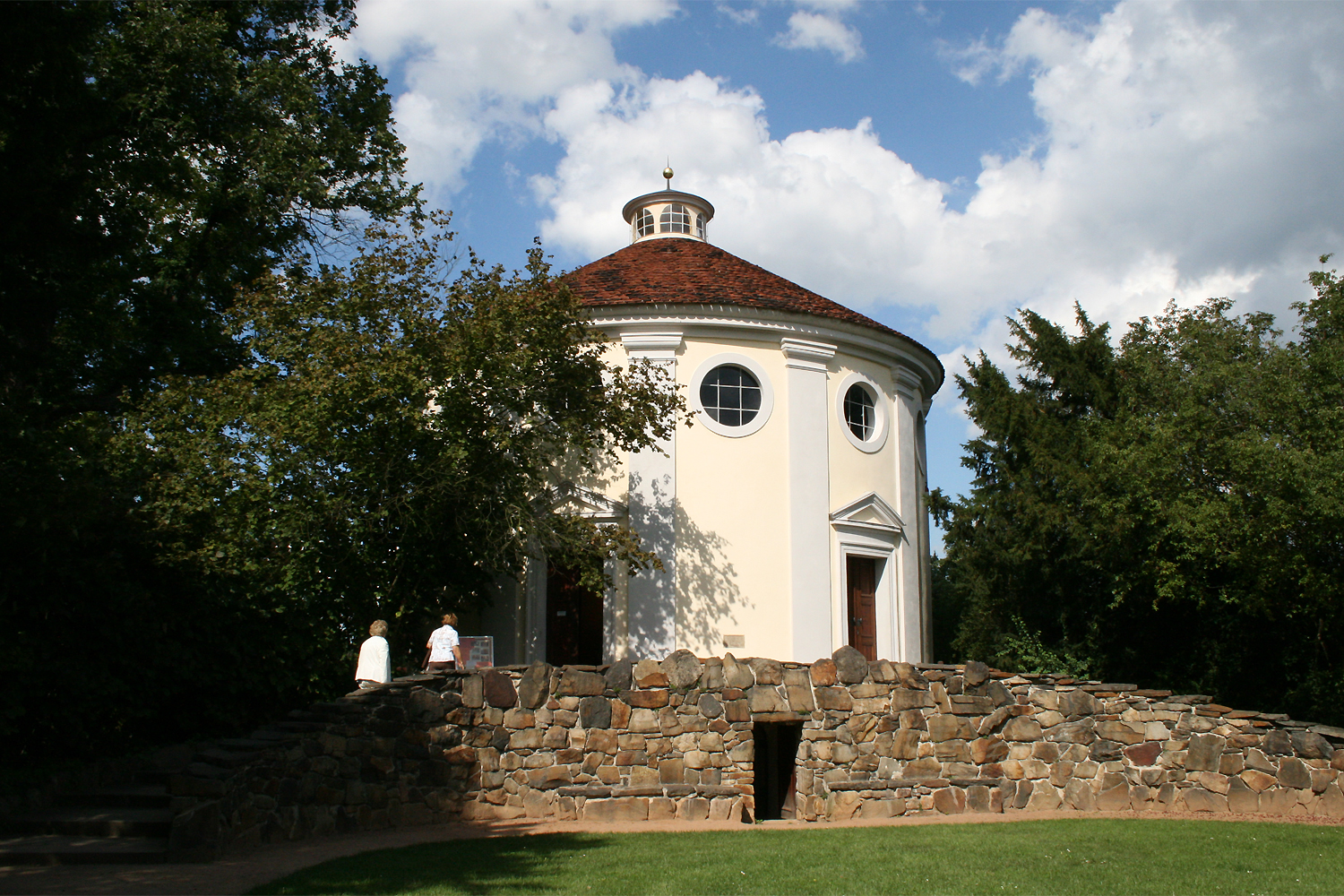
Synagoge in Wörlitz

Am östlichen Rand des Schlossgartens wurde, als Zielpunkt zahlreicher Sichtbeziehungen, die Synagoge errichtet. Das 1789–1790 nach Entwürfen Erdmannsdorffs entstandene jüdische Gotteshaus ist Ausdruck der toleranten Politik des Fürsten Franz. Der Tempel des Hercules Victor im antiken Rom diente als Vorbild für den Entwurf. Unter der Synagoge befindet sich ein Ritualbad. Die Innenausstattung wurde 1938 bei den Novemberpogromen verwüstet, das Bauwerk selbst konnte durch das entschiedene Handeln des damaligen Gartendirektors Hans Hallervorden erhalten werden, was diesen allerdings seine Anstellung kostete. Im Inneren der Synagoge befindet sich heute eine Ausstellung zur Geschichte der Juden in Anhalt. Diese Ausstellung entstand in einer Zusammenarbeit zwischen der Kulturstiftung Dessau-Wörlitz, der Moses-Mendelssohn Gesellschaft Dessau und anderen Partnern.

#### Kirche

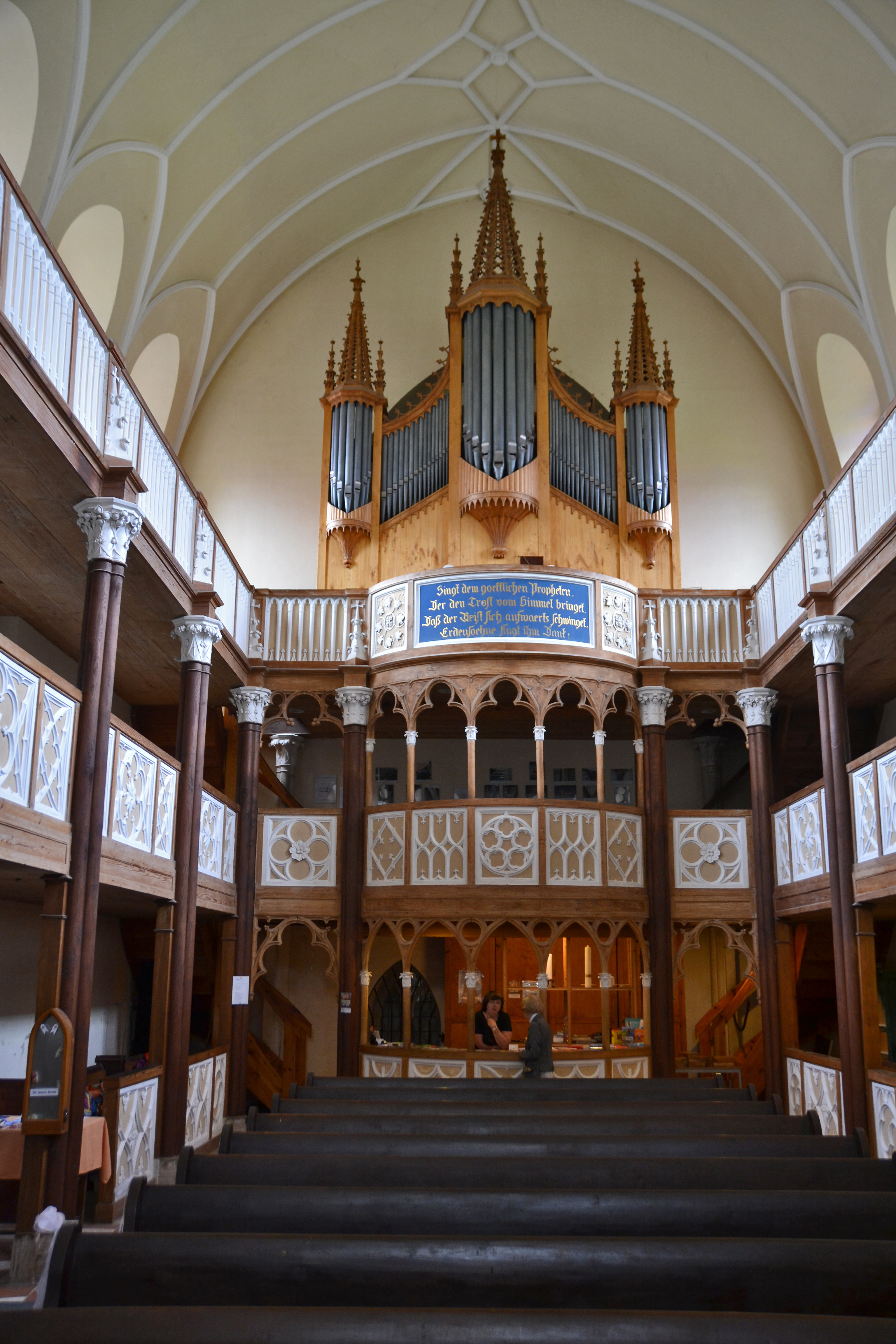
St. Petri-Kirche – Langhaus mit Orgel

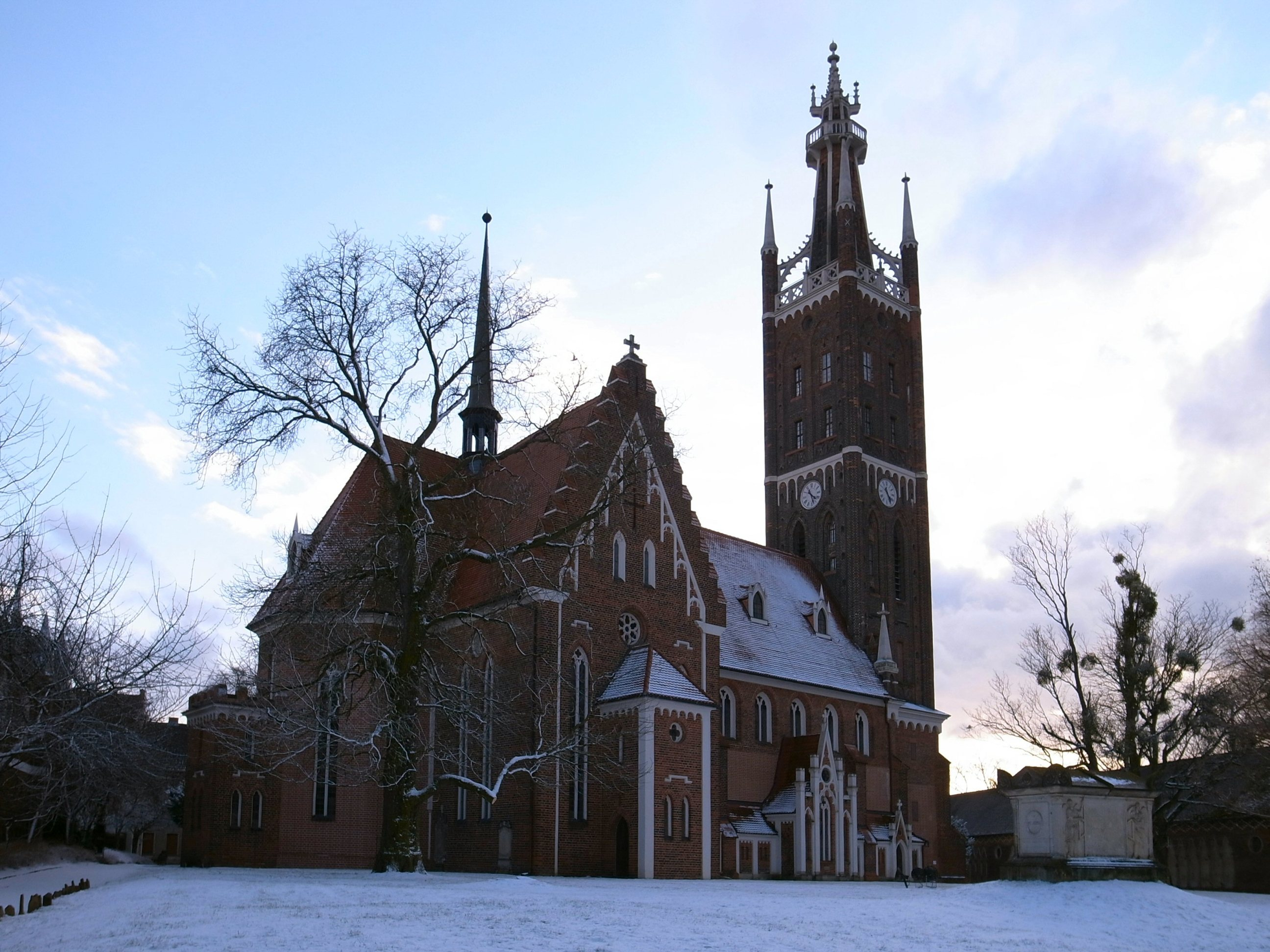
St.-Petri-Kirche und Bibelturm

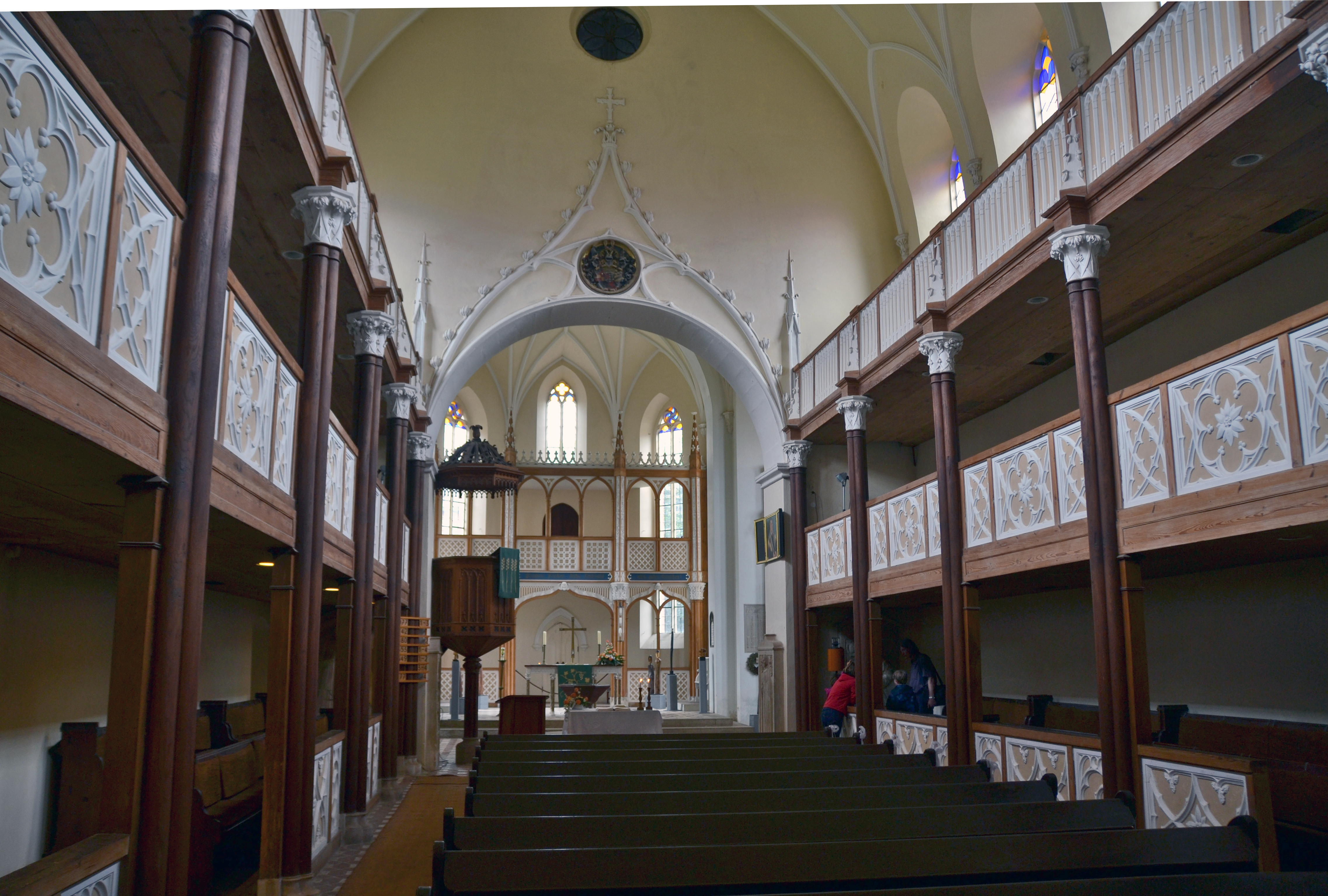
St.-Petri-Kirche – Langhaus mit Kanzel und Chor

Die Ende des 12. Jahrhunderts errichtete ursprünglich romanische Kirche wurde unter Fürst Franz von Anhalt-Dessau zwischen 1804 und 1809 im neugotischen Stil umgebaut. Von der Plattform des 66 Meter hohen Kirchturmes (Bibelturm) hat man einen reizvollen Blick über den Park in die nähere Landschaft. Der Turm wird seit einigen Jahren „Bibelturm“ genannt, da dort Ausstellungen zu religiösen Themen stattfinden. Vom alten Friedhof an der Kirche sind nur noch die Umrisse erkennbar. Er wurde an den Rand der Stadt verlegt. Die Propstei befindet sich östlich des Kirchenschiffes.

#### Gasthof „Zum Eichenkranz“

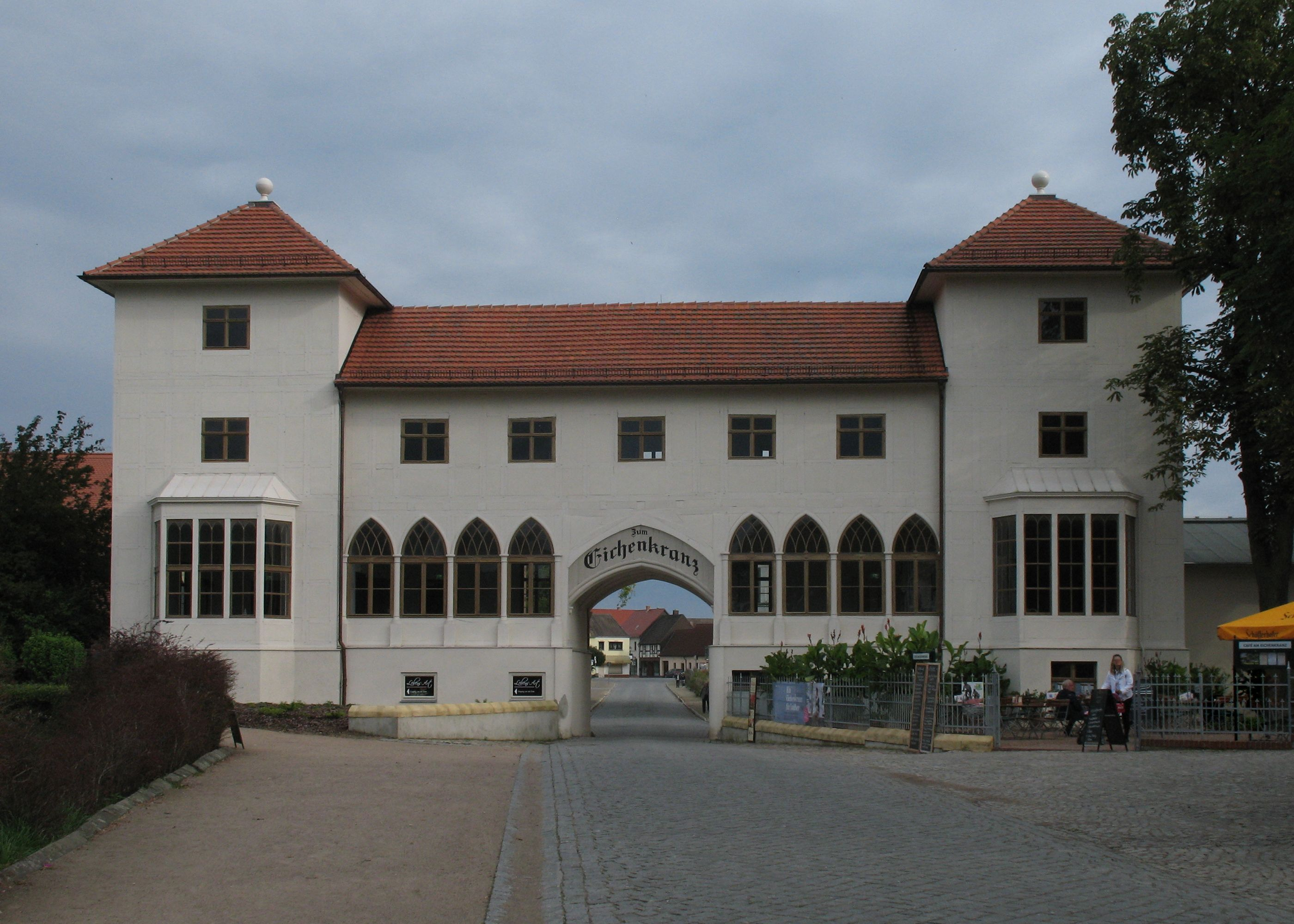
Gasthof „Zum Eichenkranz“

Fürst Franz ließ 1785–87 am Zugang zur Stadt Wörlitz nach Plänen von Friedrich Wilhelm von Erdmannsdorff und unter der baulichen Leitung von Georg Friedrich Hesekiel den „Großen Gasthof“ bauen. Er diente neben seiner wichtigen städtebaulichen Funktion als Stadttor und Verbindungsglied zwischen Park und der Stadt, seit 1788 den Bildungsreisenden des Adels, Gelehrten und Künstlern als Unterkunft. Die Weltoffenheit dieses später als „Eichenkranz“ bezeichneten Gästehauses wurde unterstrichen durch die Bezeichnung der Räume mit den Namen bekannter und wichtiger Kulturmetropolen; als Zimmernamen sind bezeugt: Amsterdam, Herculan, Konstantinopel, London, Messina, Paris, Petersburg und Zürich. Die Zimmer waren mit Wachstuch- und Leinwandtapeten dekoriert, die zum Teil noch existieren und wieder freigelegt werden konnten. Der historische Gasthof wird seit 2013 mittels eines öffentlichen Spendenaufrufs saniert und dient für Ausstellungen und Veranstaltungen.
Im Gasthof logierten während der Blütezeit zahlreiche bekannte Vertreter der Aufklärung und Romantik, Dichter, Philosophen, Archäologen oder Architekten, darunter Johann Wolfgang von Goethe, Carl August Boettiger, Daniel Chodowiecki, Johann Carl Friedrich Dauthe, David Gilly und Friedrich Gilly, Friedrich von Hardenberg (Novalis), Aloys Hirt, Friedrich Hölderlin, Theodor Körner, der Fürst de Ligne, Jean Paul, Georg Friedrich Rebmann, Adolph Wilhelm Schack von Staffeldt, Friedrich Wilhelm Joseph Schelling, Karl Friedrich Schinkel, Ludwig Tieck und Wilhelm Heinrich Wackenroder. 1813 lud General Maurice-Etienne Gérard anlässlich der Geburtstage von Napoleon und Fürst Franz zu einem großen Dinner in den Eichenkranz.

### Neumarks Garten
Diesen Gartenteil schuf einer der beiden großen Gärtner des Parkes, Johann Christian Neumark. Dort sind auch ein die Irrwege des Lebens symbolisierendes Labyrinth, die an den berühmten Philosophen und Schriftsteller der Aufklärung erinnernde Rousseau-Insel, die Roseninsel sowie der Eisenhart zu finden.

### Schochs Garten
Dies ist der Parkteil des zweiten großen Gärtners im Wörlitzer Park, Johann Leopold Ludwig Schoch d. Ä. Dort befinden sich unter anderem das Gotische Haus, die Weiße Brücke und das Wachhaus zum Pferde. Früher befand sich dort auch ein Denkmal für Fürst Franz. Im östlichen Teil von Schochs Garten ist Schoch unter einem Rasenhügel begraben.

#### Gotisches Haus
Das Gotische Haus wurde von 1773 bis 1813 nach den Plänen von Erdmannsdorff und Baudirektor Georg Christoph Hesekiel im neogotischen Stil erbaut. Vorbild war der englische Herrensitz Strawberry Hill, den Fürst Leopold auf seinen Reisen kennengelernt hatte. Das Besondere an dem Haus sind seine zwei verschiedenen Fassaden. Die Front, die zum Wolfskanal zeigt, ist die einer venezianischen Kirche (Madonna del Orto im Sestiere Cannaregio). Die Gartenseite folgt dem Stil der Tudorgotik. Beide Fassaden sind Blickpunkte von Sichtachsen. So entsteht der Eindruck, dass man es mit zwei verschiedenen Gebäuden zu tun habe. Das obere Geschoss nutzte der Fürst als Wohnung und für sein Museum. Der untere Bereich wurde wirtschaftlich genutzt; auch Schoch wohnte später dort. Im Gotischen Haus existiert eine der größten Sammlungen schweizerischer Buntglasfenster sowie ein Museumsladen. Der museal genutzte Teil des Gotischen Hauses kann besichtigt werden; hierzu gehört auch das Pomologische Kabinett, ursprünglich die Bibliothek des Hauses, in dem später Fürst Franz’ pomologische Sammlung, bestehend aus 200 Wachsfrüchten, aufbewahrt wurde. 

#### Romantische Partie

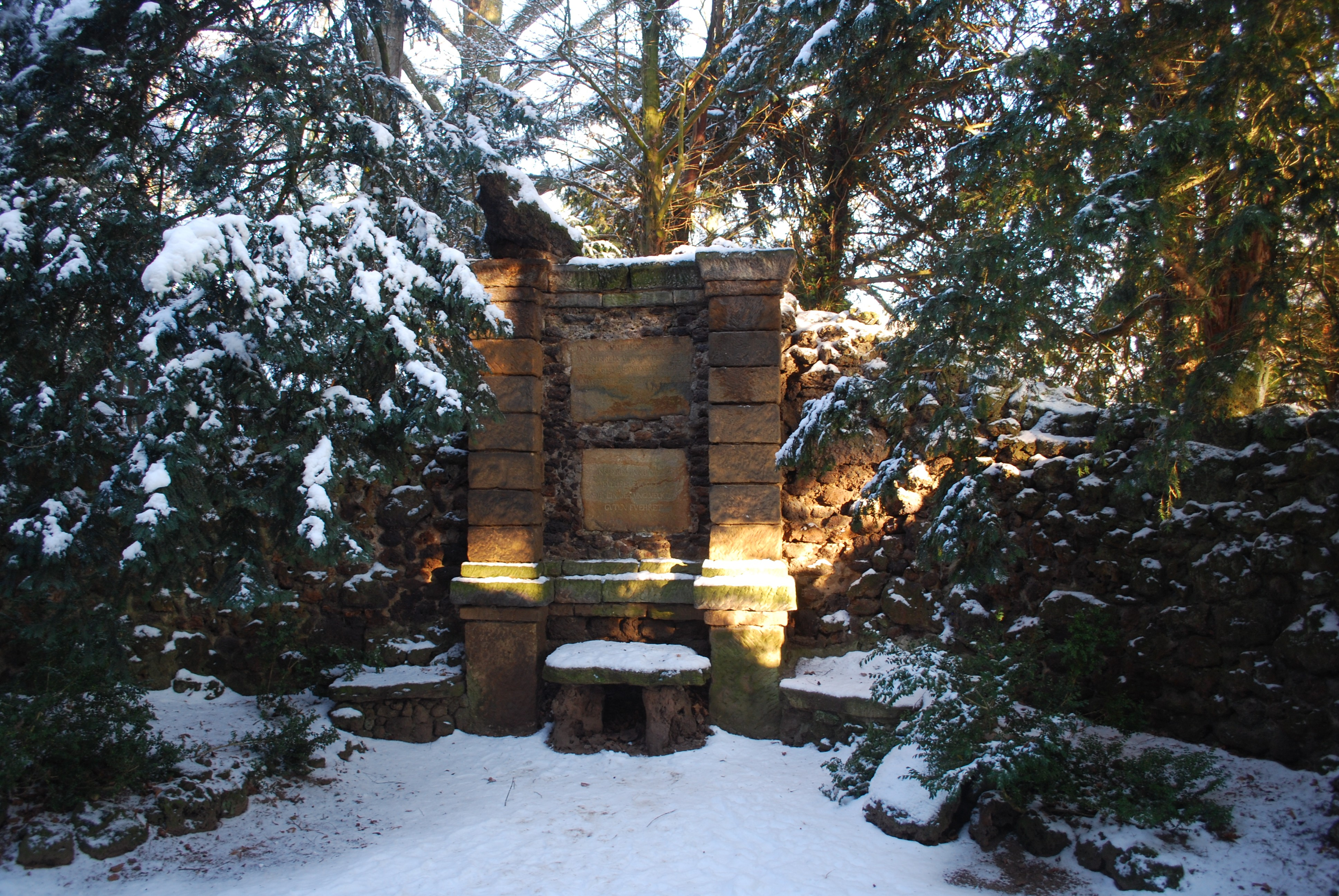
Einsiedelei

Die Romantische Partie oder Felspartie entstand in den 1780er und 1790er Jahren. Sie soll im Besucher intensive sinnliche Empfindungen wecken: Die Kettenbrücke schwankt bei jedem Schritt. Von weitem ist ihre Konstruktion nicht erkennbar, so dass sie dann den Anschein erweckt, jemand laufe auf einem Seil. Kleine, tunnelartige Gänge führen zu den verschiedenen, voneinander abgeschiedenen Szenen (Betplatz des Eremiten, Einsiedelei, Zelle des Mystagogen, Elysisches Feld, Luisenklippe, Grotten unter dem Venustempel). Die Gänge sind so abgewinkelt, dass man ihr Ende nicht sieht und zunächst in ein ungewisses Dunkel geht.

#### Luisenklippe

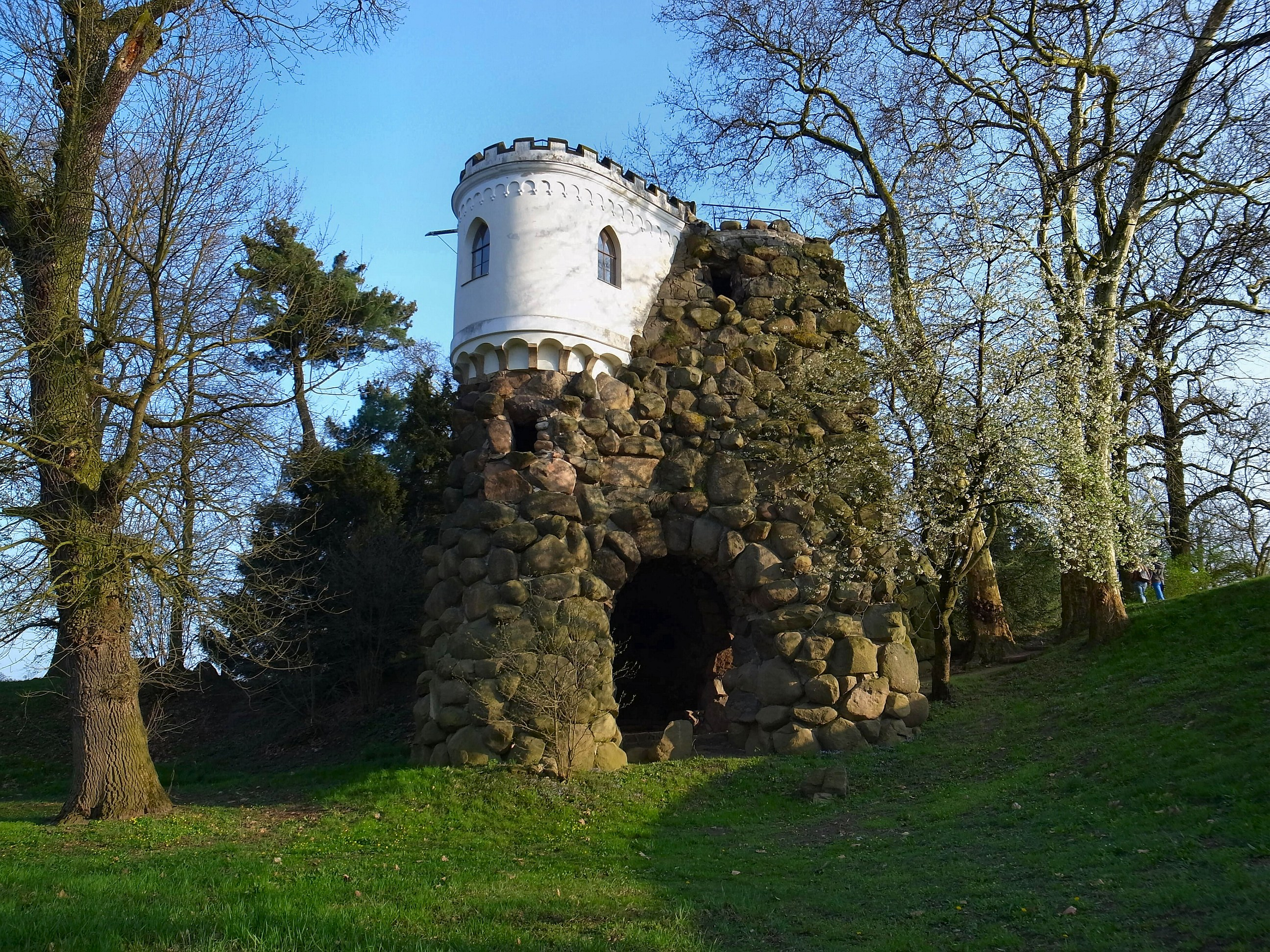
Luisenklippe

Die von 1794 bis 1798 errichtete Luisenklippe erweckt den Anschein eines jäh aufragenden Felsens, den man auf steilen, scheinbar in die Felsen gehauenen Stufen erklimmen kann. An den Felsen angebaut ist ein einzelnes Zimmer in mittelalterlichen Formen, das nur durch eine verborgene Tür zugänglich ist. Die Klippe ist eingebettet in ein Höhlensystem, welches unter dem Venustempel endet.

#### Venustempel

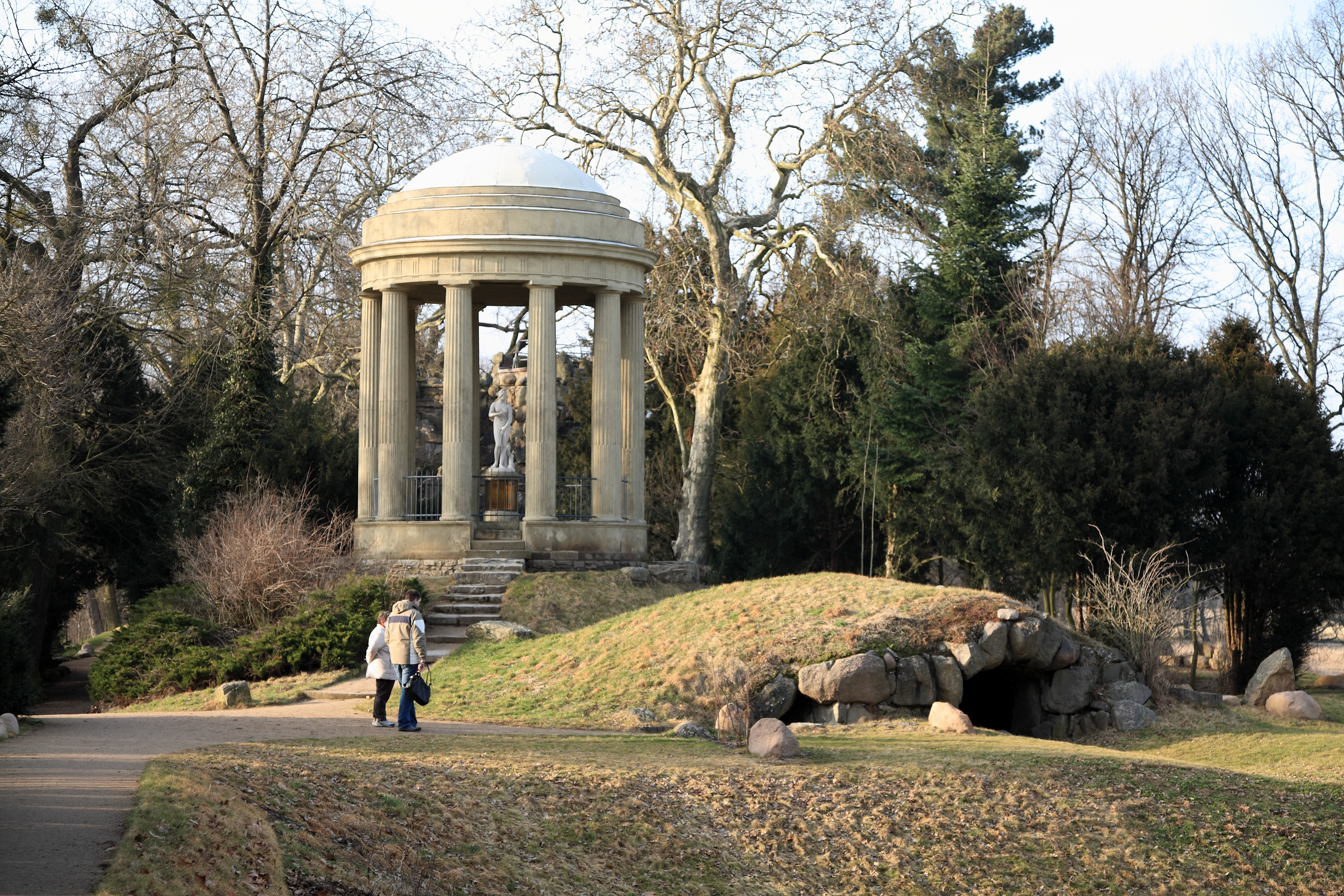
Venustempel

Der heutige Venustempel, von 1794 bis 1797 errichtet, ersetzte einen hölzernen Vorgängerbau von 1774. Es handelt sich um einen dorischen Monopteros, in dessen Zentrum ein Abguss der Venus Medici steht. Farbige Glasscheiben in ihrem Postament beleuchten die unter dem Tempel liegende Grotte, die dem Vulcanus, nach der römischen Sage der Gatte der Venus, gewidmet war.

### Neue Anlage
Als jüngster Teil des Parks erweiterten die in den 1790er Jahren geschaffenen Neuen Anlagen Schochs Garten entlang des Elbwalls nach Osten. Dadurch, dass sie in erheblich größerem Umfang landwirtschaftlich genutzte Flächen einbeziehen, konnten die Neuen Anlagen einen viel großzügigeren Charakter annehmen als die älteren Parkteile. Die meisten Bauten sind von Gebäuden angeregt, die der Fürst auf seinen Reisen kennengelernt hatte (Stil der Reiseeindrücke), wie u. a. auch die Eiserne Brücke.

#### Pantheon

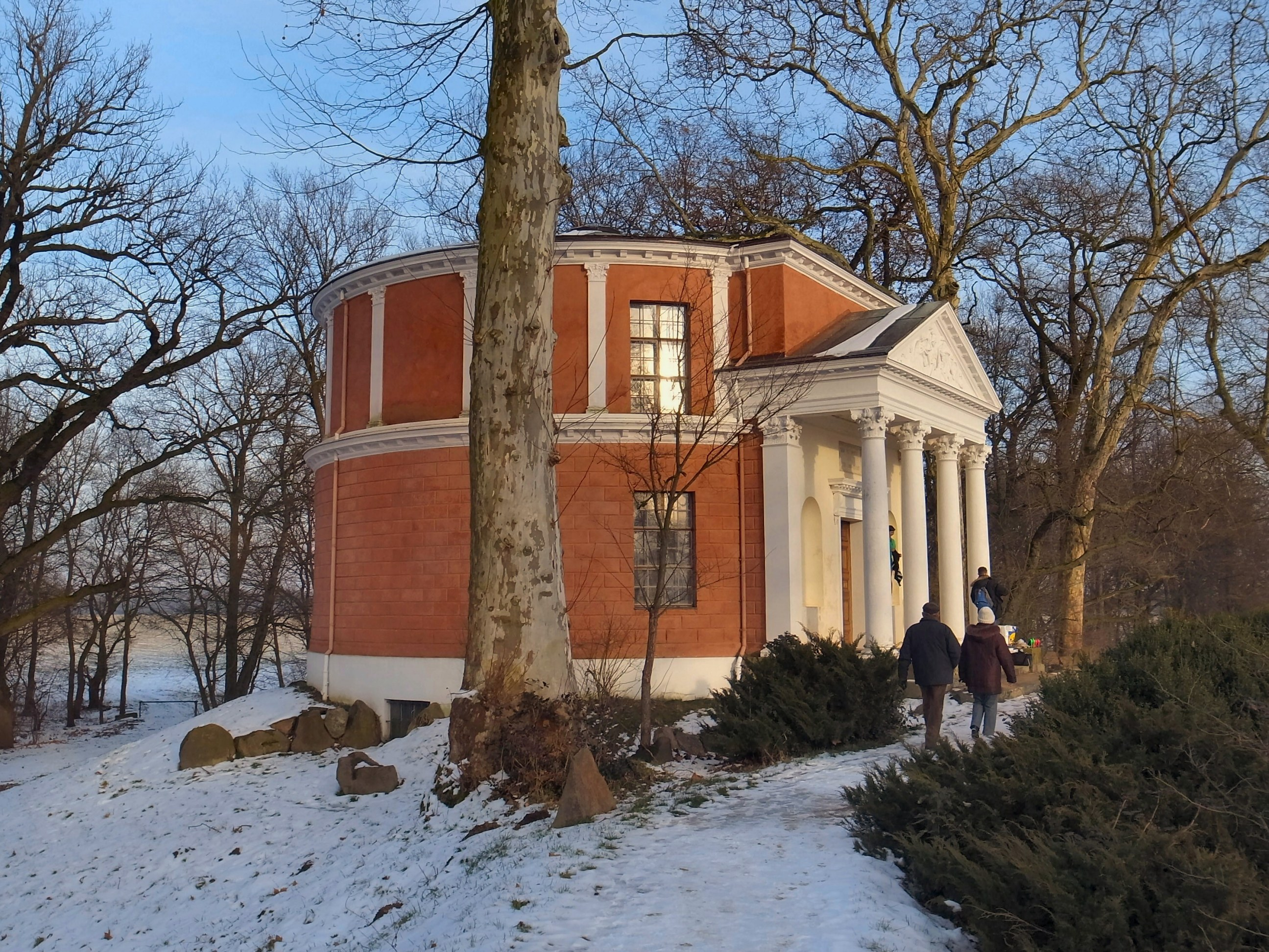
Pantheon

Nach dem Vorbild des Pantheon in Rom um 1795 nach Plänen von Erdmannsdorff errichtet, steht es auf der Flussseite des Hochwasserwalls. Zum Untergeschoss führt ein den Wall unterquerender Grottengang. Es birgt eine Kanope, die als Symbol des Elbflusses (miss-)verstanden wurde, Reliefs des Anubis, der Osiris und des Harpokrates sowie eine Statue der Isis. Sie wurden von Friedrich Wilhelm Eugen Döll geschaffen und gehören zu den frühesten nach altägyptischen Vorlagen geschaffenen Kunstwerken in Deutschland. Im vom Wall aus zugänglichen Erdgeschoss sind eigens für dieses Gebäude in Italien gekaufte antike Statuen des Apollon und der neun Musen aufgestellt. Im Obergeschoss waren früher große Teile der Antikensammlung des Fürsten untergebracht.

### Zedernweg/Wassermühlenfahrt

#### Insel Stein

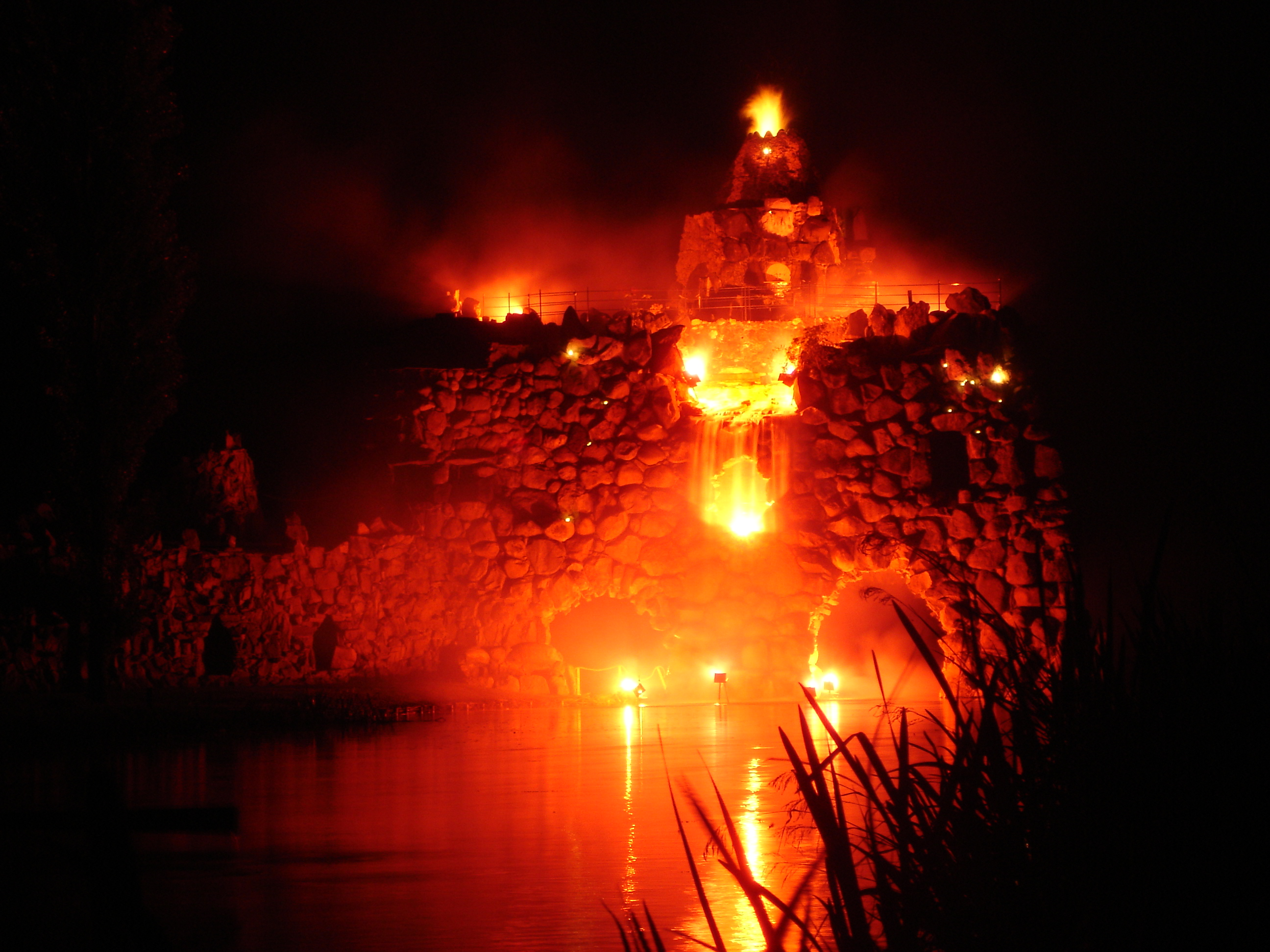
Die Felseninsel Stein beim „Vulkanausbruch“ 2005

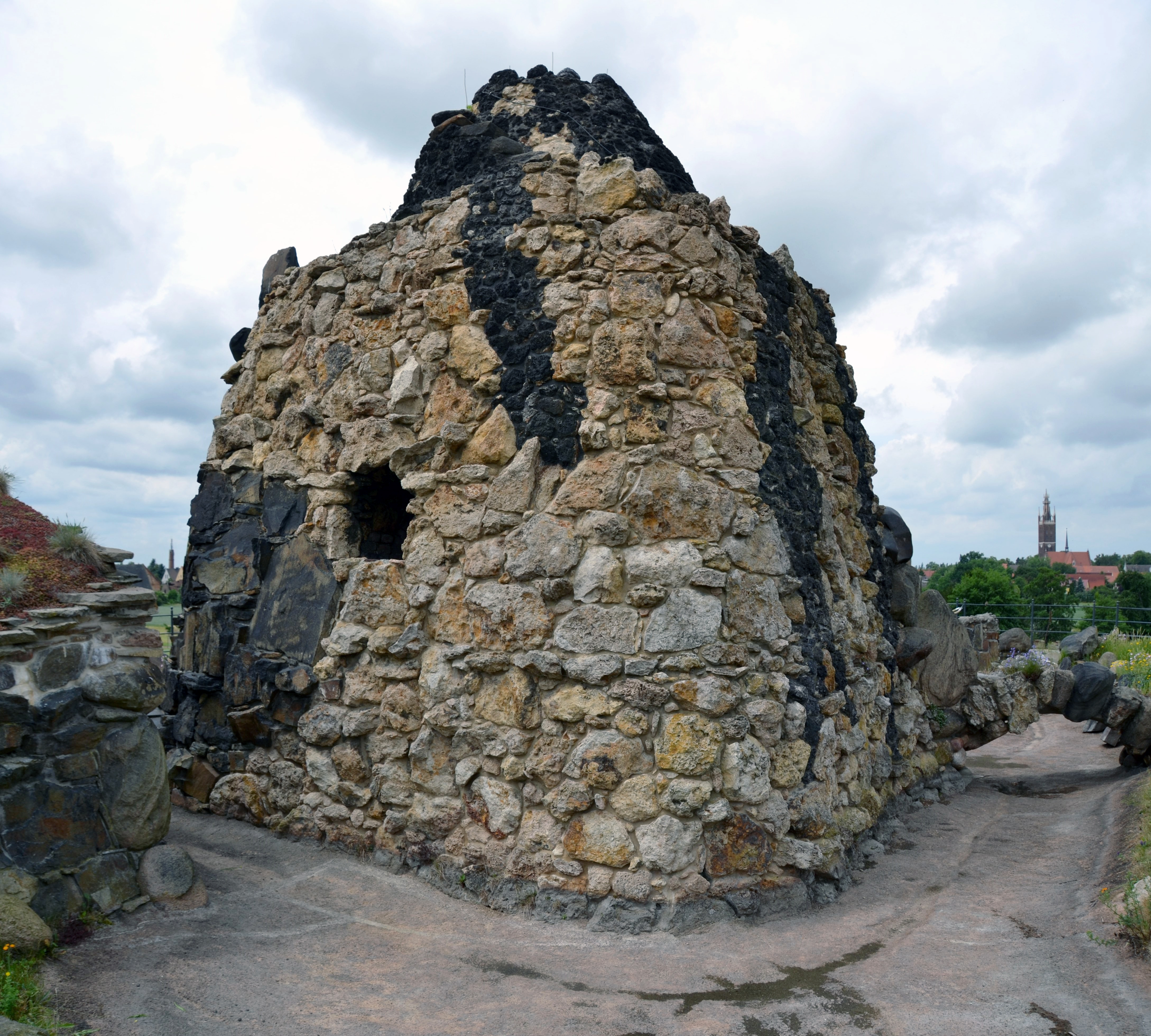
Der „Wörlitzer Vesuv“ auf der Insel Stein

Der Stein wurde 1788 bis 1794 nach Plänen von Fürst Leopold III. Friedrich Franz von Anhalt-Dessau als Erinnerung an seinen Aufenthalt am Golf von Neapel erbaut. Es ist eine mit Findlingen verkleidete künstliche Insel. Sie beherbergt Felsengänge, Grotten, den Tempel des Tages, den Tempel der Nacht, ein Kolumbarium, ein Amphitheater, die Villa Hamilton und wird gekrönt von einem künstlichen Vulkan, der dem Vesuv nachempfunden ist.
Als Höhepunkt konnte der „Vesuv von Wörlitz“ bei Gartenfesten des Fürsten mittels ausgefeilter Ton-, Licht- und Wassereffekte „Lava speien“. Ende August 2005 und 2006 wurde der Vulkanausbruch erstmals wieder vorgeführt.
Wegen schwerer Bauschäden musste die Insel lange für den Besucherverkehr gesperrt werden und ist nach umfangreicher Restaurierung seit September 2005 wieder für die Öffentlichkeit zugänglich. Der alte Gondelanlegeplatz in den Grotten ist nach den Sanierungsarbeiten nicht mehr benutzbar.

#### Villa Hamilton auf der Felseninsel Stein

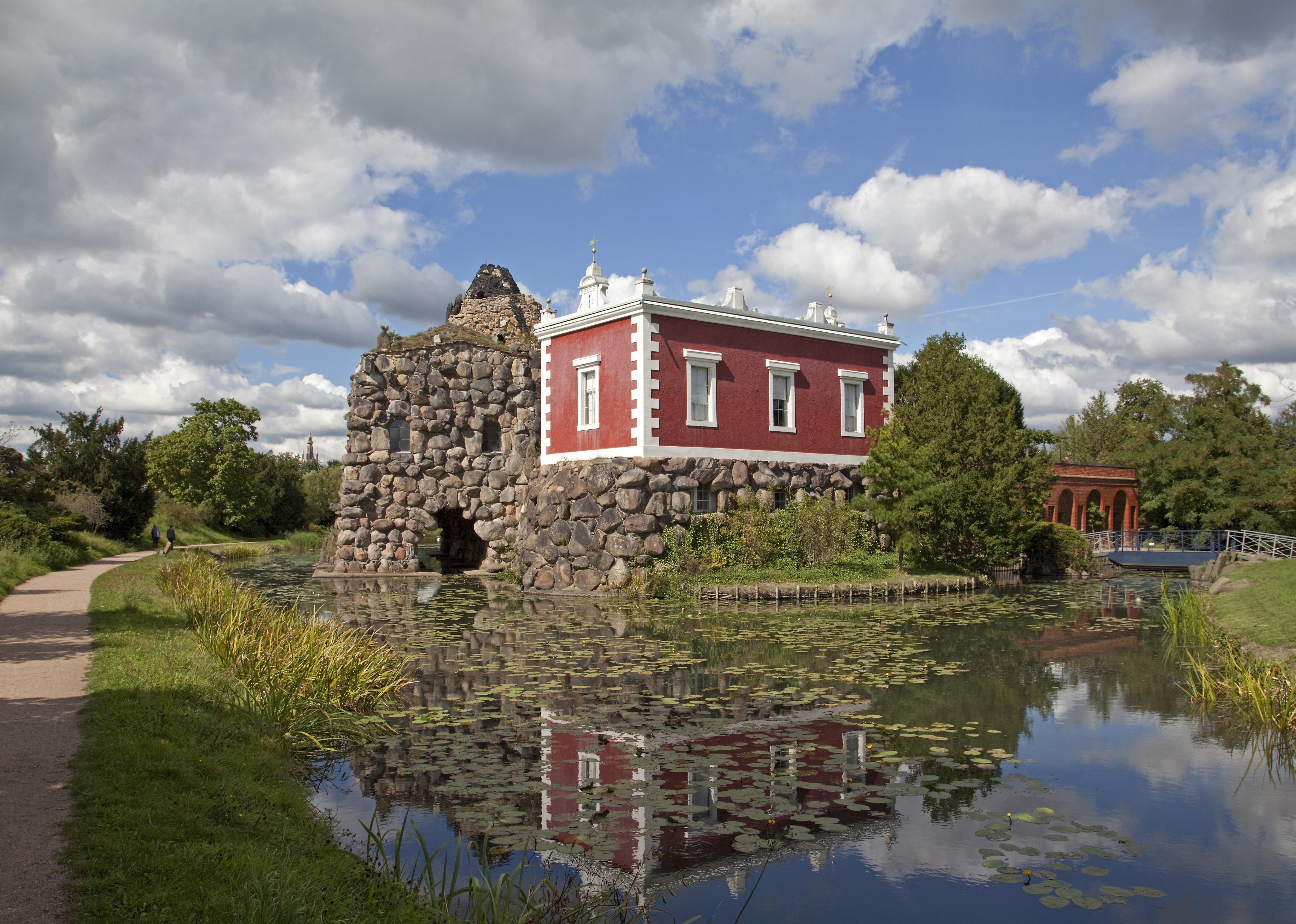
Felseninsel Stein und Villa Hamilton

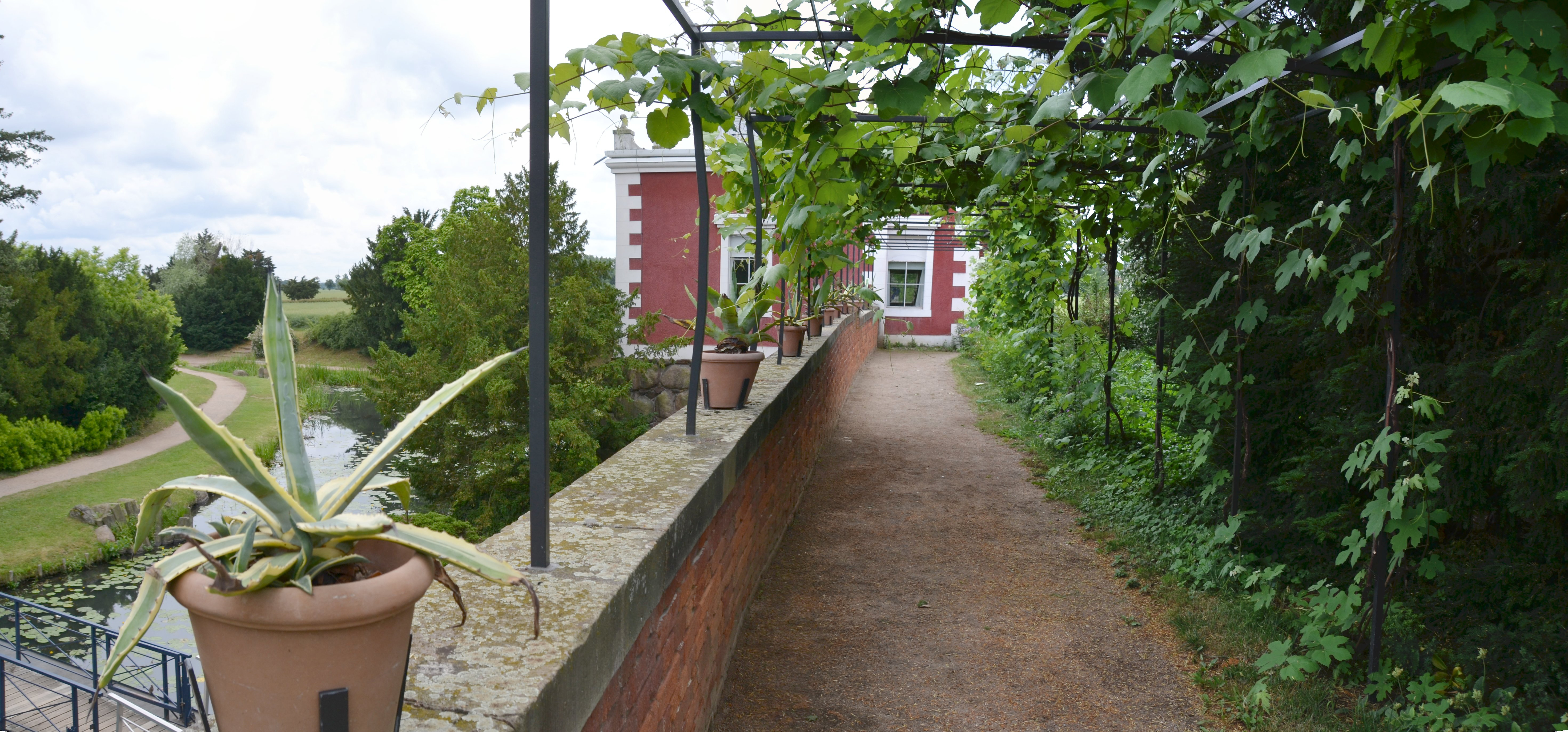
Die Villa Hamilton, umgeben von neapolitanischer Vegetation

Die Villa Hamilton liegt am Fuß des künstlichen Vulkans auf der Insel Stein. Der Fürst widmete den Bau der Freundschaft mit dem Archäologen, Vulkanologen und englischen Gesandten am Hof des Königs von Neapel, Sir William Hamilton (1730–1803), der Gastgeber des Fürsten und seines Baumeisters auf der Reise an den Golf von Neapel war. Als Vorbild für die aus drei Zimmern bestehende Villa diente das von Hamilton genutzte Casino di Mappinola an der Posilippo-Küste (Villa Emma genannt).

#### Grotte der Egeria

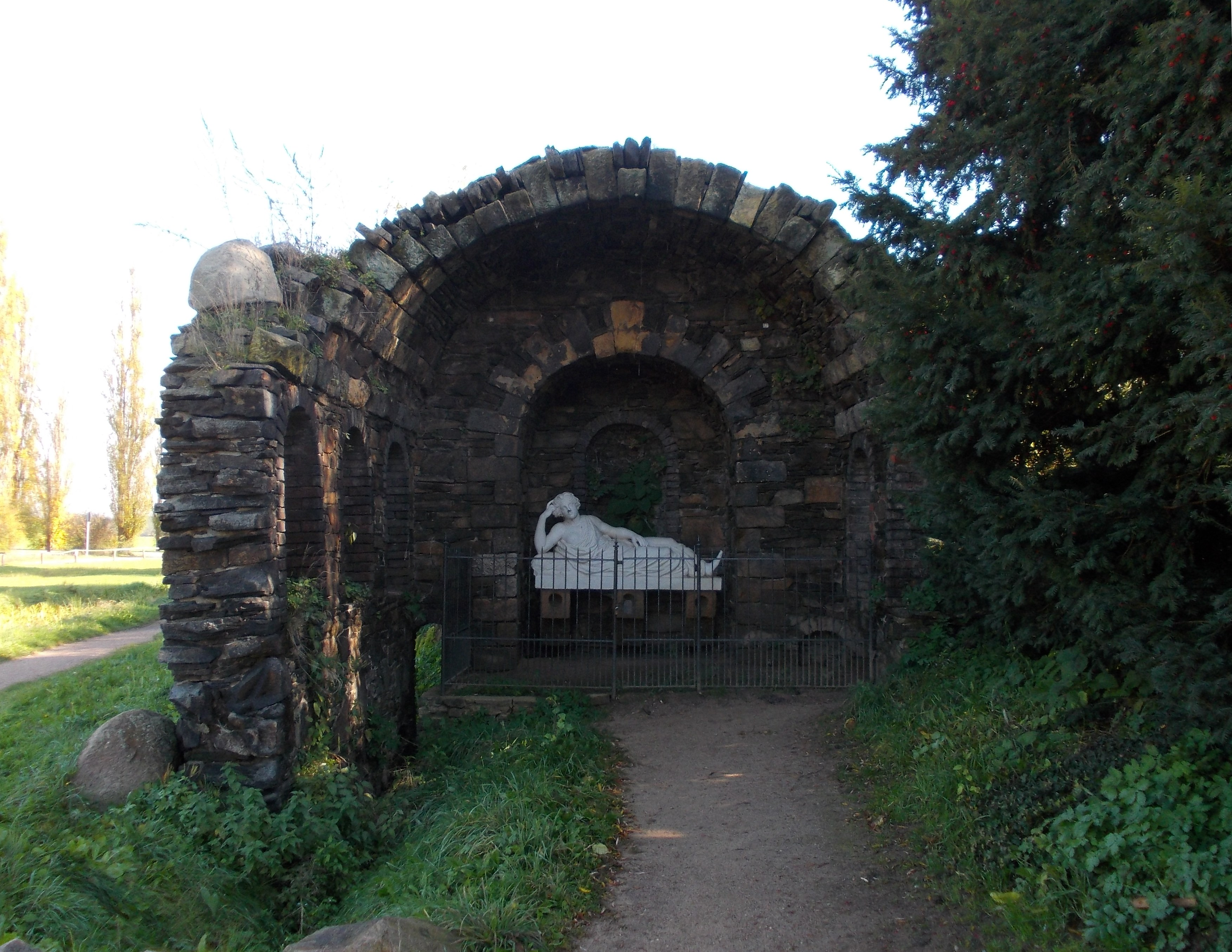
Grotte der Egeria

In der südöstlichen Ecke des Parks steht die künstliche Ruine eines überwölbten Raumes mit der Statue der liegenden Quellnymphe Egeria, die nach der römischen Mythologie den frührömischen König Numa Pompilius beriet und ihm zu einer weisen Regierung verhalf. Vorbild ist das antike Nymphäum der Egeria an der Via Appia nahe der Porta Capena in Rom, das im 18. und 19. Jahrhundert ein beliebtes Ausflugsziel war.

#### Piemonteser (Italienisches) Bauernhaus

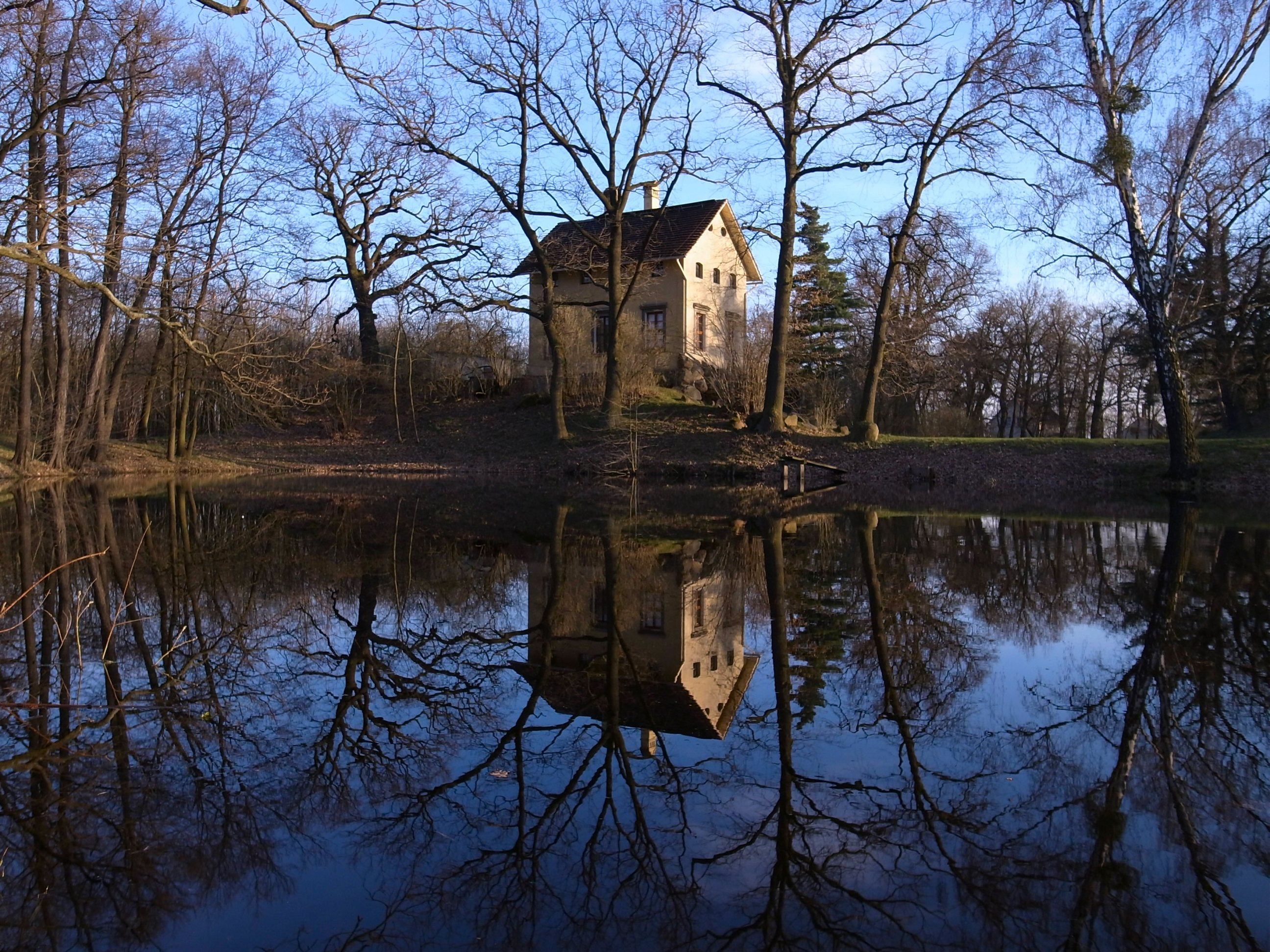
Piemonteser (Italienisches) Bauernhaus

Das Piemonteser Bauernhaus (auch: Italienisches Bauernhaus) liegt am Zufluss in das Große Walloch.

### Brücken
Im Park gibt es insgesamt 17 Brücken. Jede der Brücken ist in einem anderen Stil gebaut und hat ihre eigene Bedeutung:
- Die Chinesische (Weiße) Brücke führt über den Wolfskanal an der Einmündung in das Kleine Walloch. Sie soll das Leben darstellen, da diese Brücke nur aus Stufen besteht, die bis zur Mitte immer flacher werden, und zum Ende immer steiler.
- Die Hornzackenbrücke führt über den Wolfskanal in der Nähe des Gotischen Hauses. Sie besteht aus einem geteilten Eichenstamm mit astigem Geländer.
- Die Wolfsbrücke führt über den Wolfskanal an der Einmündung in den Wörlitzer See. Diese Brücke wurde nach einem Bauern benannt, der in diesem Park seinen Namen verewigt haben wollte.
- Die Agnesbrücke ist eine Brücke am Verbindungskanal Kleines Walloch – Wörlitzer See an der Einmündung in das Kleine Walloch.
- Die Neue Brücke liegt am Verbindungskanal vom Kleinen Walloch zum Wörlitzer See an der Einmündung in den Wörlitzer See. Diese Brücke ist nach der Klappbrücke die neueste Brücke im Park. Daher wird sie Neue Brücke genannt.
- Die Kettenbrücke ist eine Hängebrücke. Sie gehört zur romantischen Partie und führt zu einem größeren Höhlensystem aus zahlreichen Tunneln und Grotten und der Luisenklippe. Die Brücke darf heute nur noch von je einer Person betreten werden.
- Unweit der Kettenbrücke führen zwei kleine hintereinander liegende Schwimmbrücken über den Kanal.
- Die Hohe Brücke ist eine Steinbrücke, die am gleichen Kanal wie die Hängebrücke liegt und so hoch gebaut ist, dass man von der Höhe nicht mehr den Boden der Hängebrücke sieht und es so aussieht, als schwebten die Begeher.

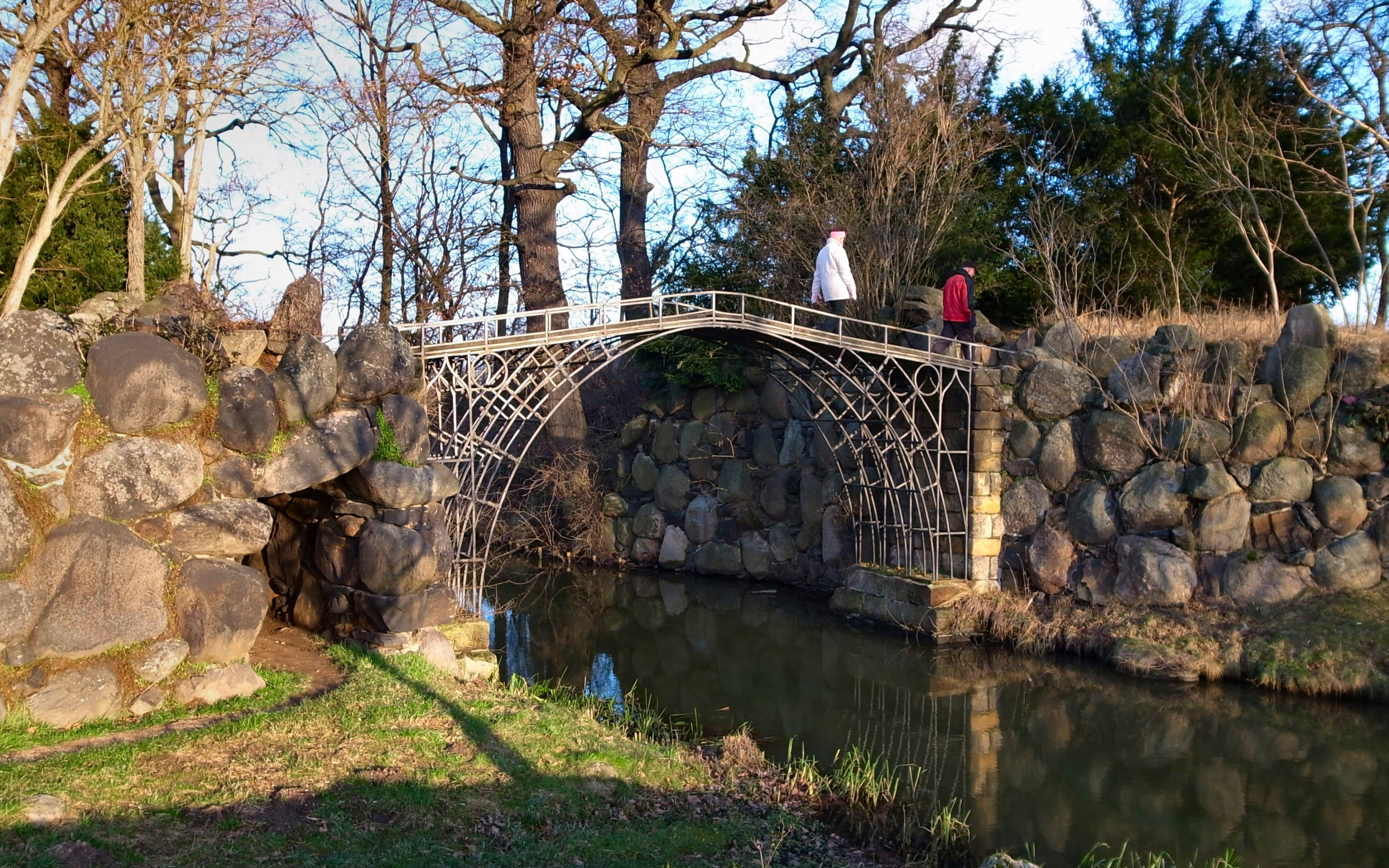
Die 1791 gebaute Eiserne Brücke über den Georgskanal war die erste Brücke aus Gusseisen Deutschlands und des gesamten europäischen Festlands.[5] Die gegossenen Einzelteile sind miteinander vernietet. Als Fußgängerbrücke stellt sie eine im Maßstab 1:4 verkleinerte Nachbildung der Iron Bridge in England (bei Coalbrookdale) aus dem Jahr 1779 dar, der ersten Gusseisenbrücke der Welt.
- Über den Georgskanal führt außerdem noch eine Wirtschaftsbrücke, um auch diese Teile der Neuen Anlagen erreichen zu können.
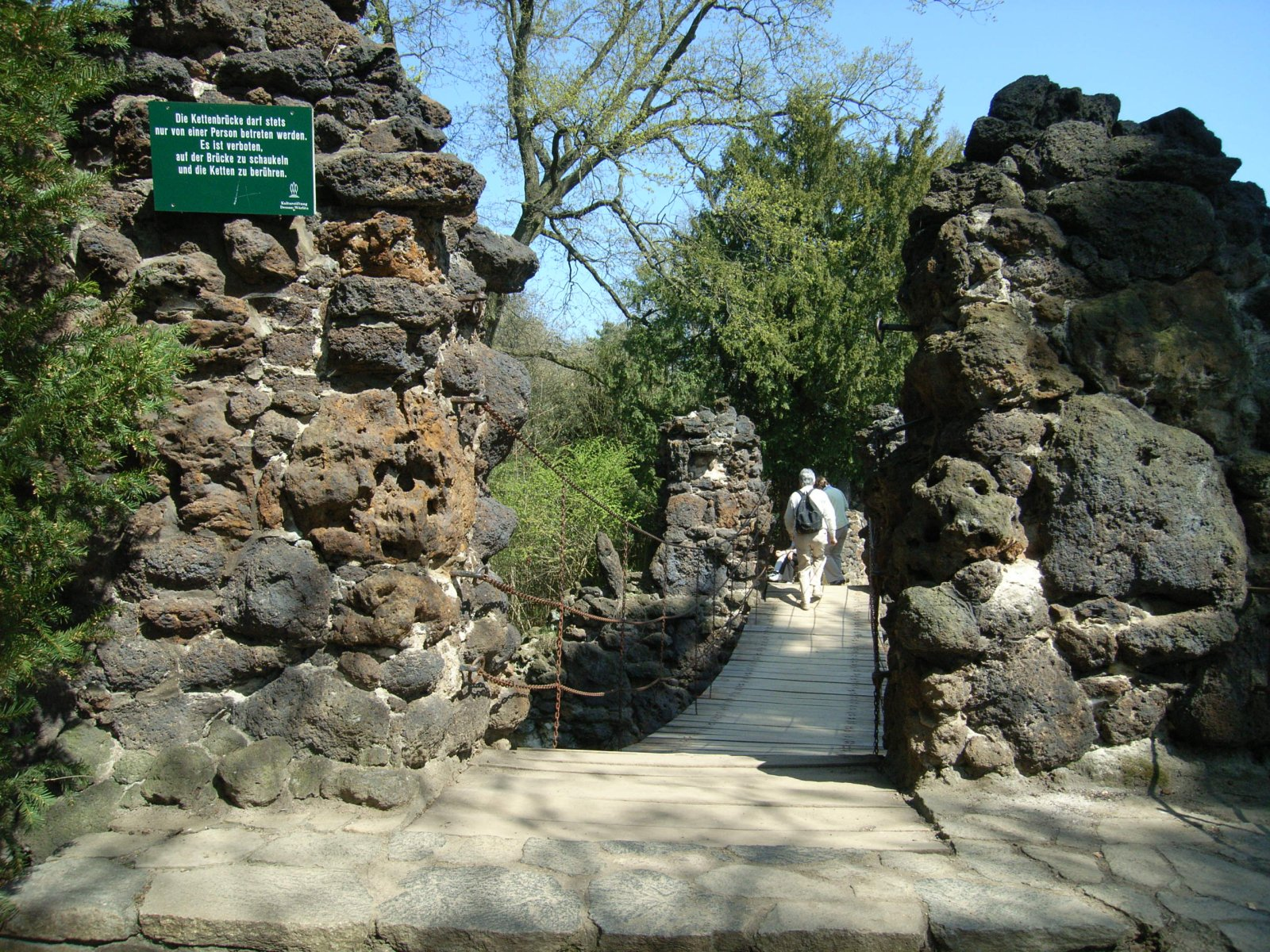
Die Sonnenbrücke führt über den Sonnenkanal im östlichen Teil (2005 restauriert) an der Einmündung in das Große Walloch.
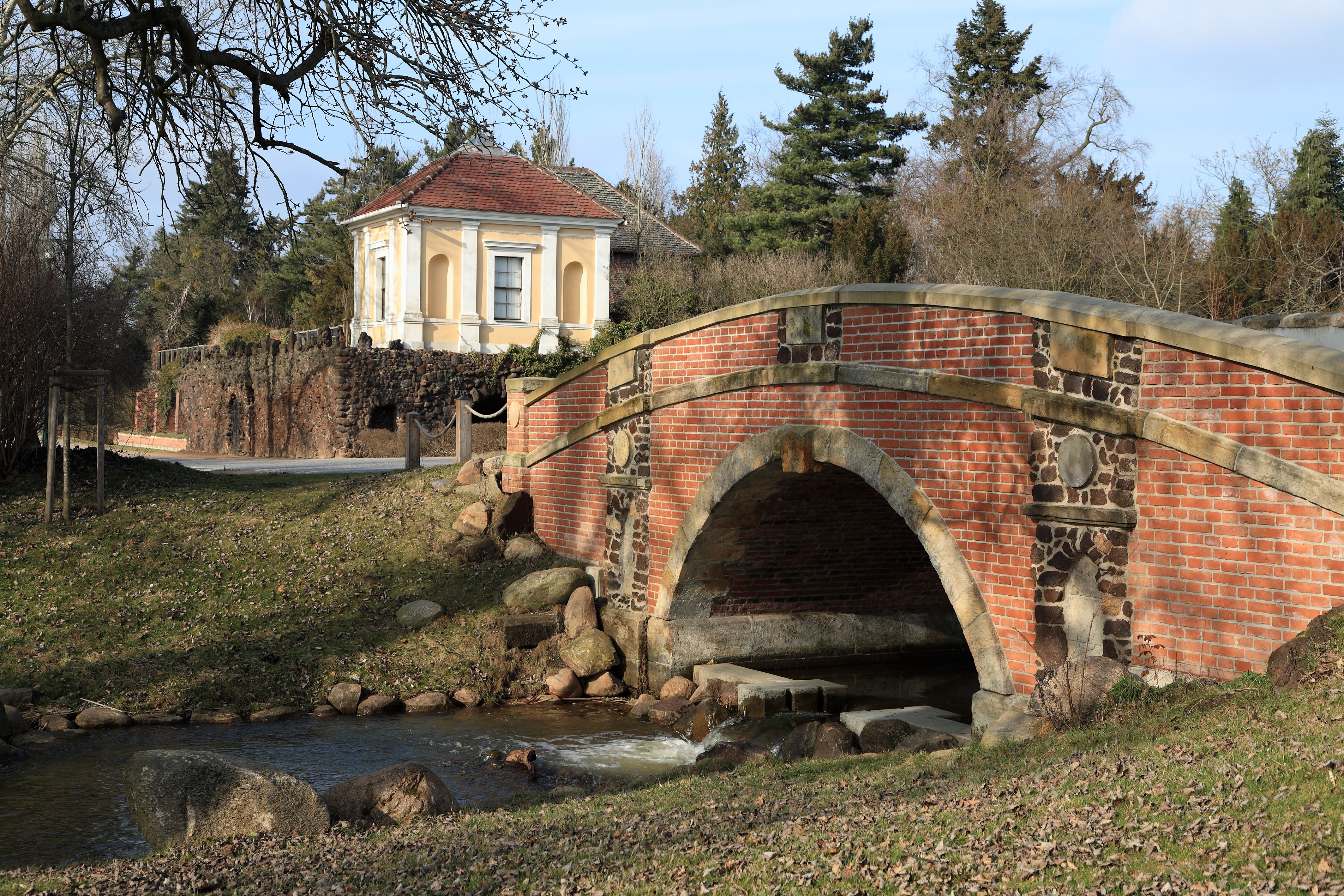
Friederikenbrücke mit Eisenhart

- Die Schwimmende Brücke ist eine Ponton-Brücke über den Sonnenkanal im westlichen Teil an der Einmündung in den Wörlitzer See.
- Die Klappbrücke ist eine kleine, nach niederländischem Vorbild aufklappbare Brücke über den Schwanenteich nahe beim Schloss.
- Die Brücke aus geteiltem Eichenstamm führt über den Zufluss aus dem Hoppgraben zum Großen Walloch in der Nähe des Piemonteser (Italienischen) Bauernhauses.
- Die Friederikenbrücke ist die Straßenbrücke am Abfluss des Wörlitzer Sees.

- Die eiserne Brücke, erste Brücke aus Gusseisen auf dem europäischen Festland
- Die Kettenbrücke
- Friederikenbrücke mit Eisenhart

### Eisenhart und Pavillons

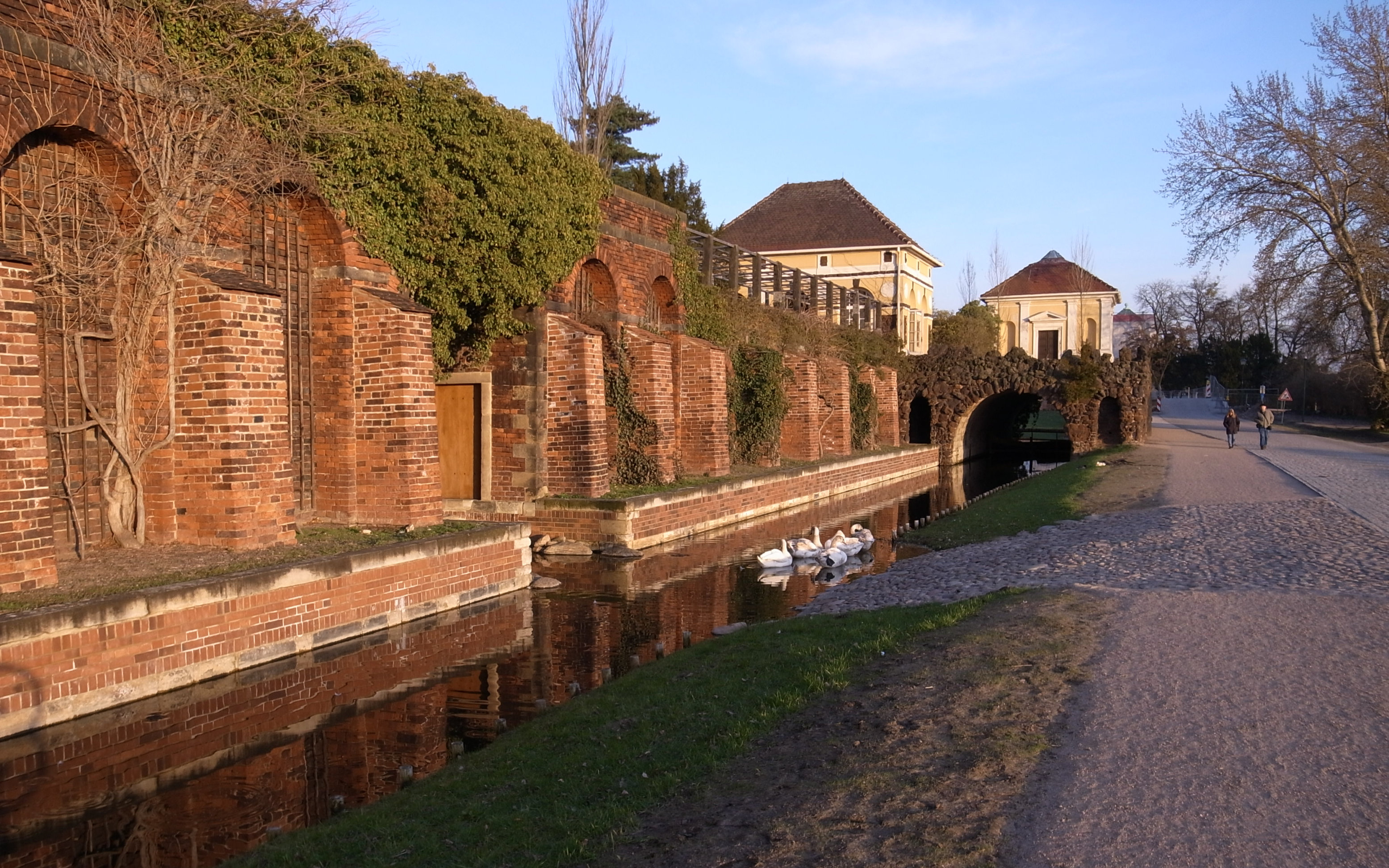
Eisenhart mit Furt (Bildmitte)

Der Eisenhart ist eigentlich ein aus Raseneisenstein (ein seit der Eisenzeit bekanntes Eisenerz) errichtetes Gebäude, überbrückt aber zugleich den Kanal, der Neumarks Garten abtrennt. Über diesen Kanal führt außerdem noch eine mobile Wirtschaftsbrücke, um auch Neumarks Garten erreichen zu können. Zusätzlich kann die Insel durch eine Furt erreicht werden. Auf dem Eisenhart stehen der Südseepavillon und der Bibliothekspavillon (1783/84), die von Friedrich Wilhelm von Erdmannsdorff entworfen wurden. Jener beherbergt die otaheitischen Sammlung (ethnografische Objekte aus dem pazifischen Raum), die Johann Reinhold Forster dem Fürsten Franz 1775 schenkte.

### Sichtachsen

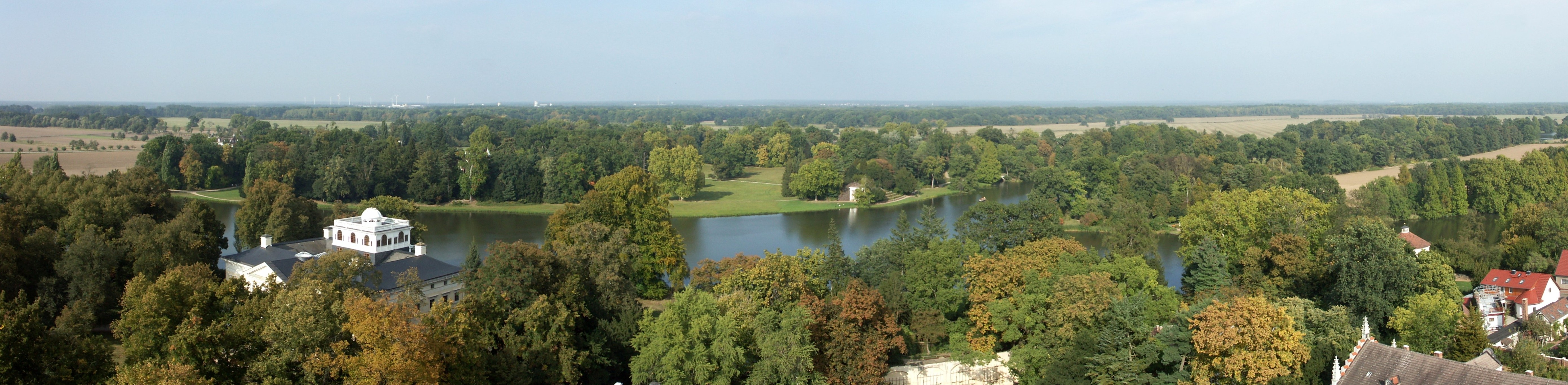
Blick vom Kirchturm
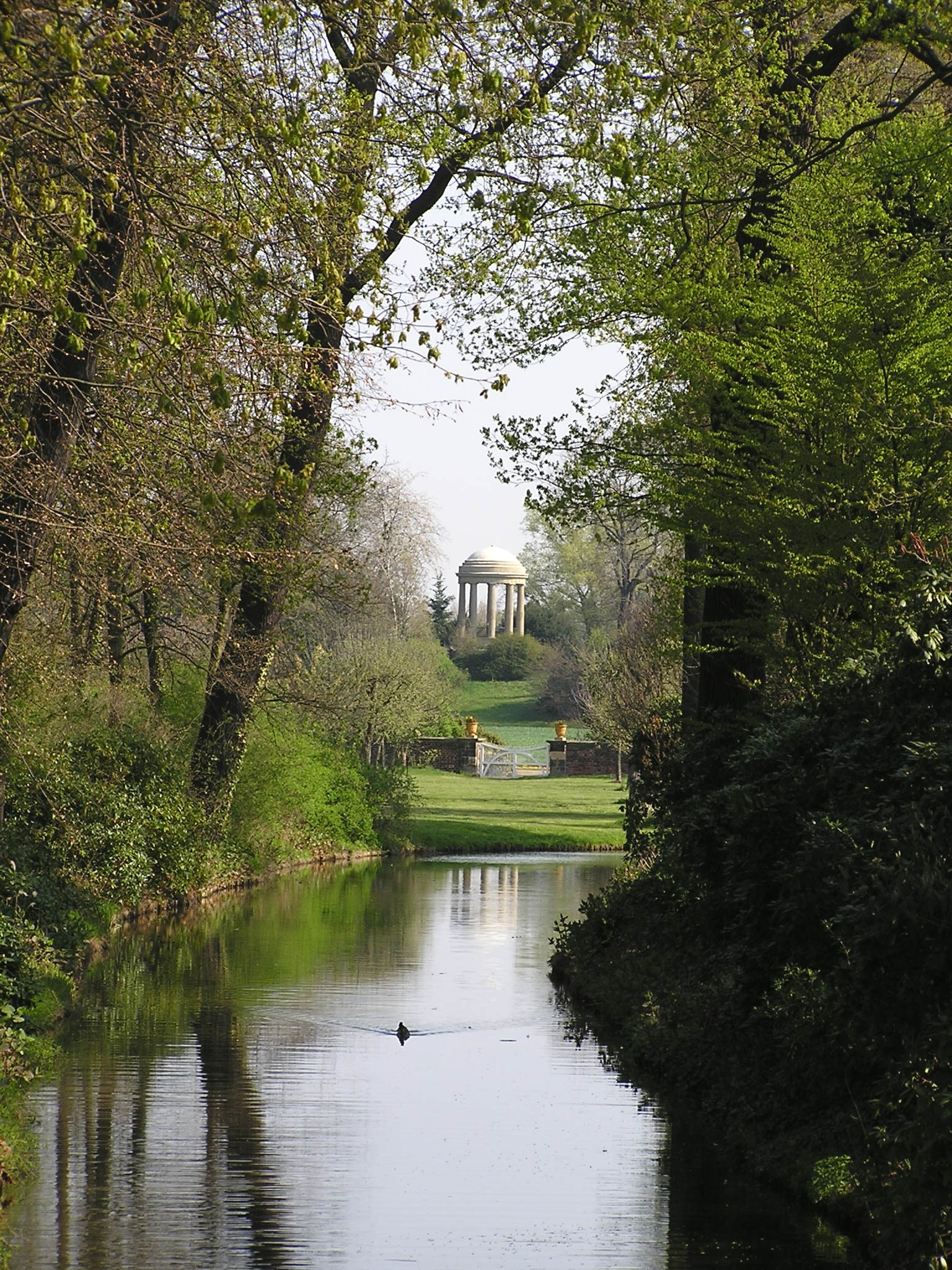
Schochs Garten: Sichtachse über die Wolfsbrücke zum Venustempel
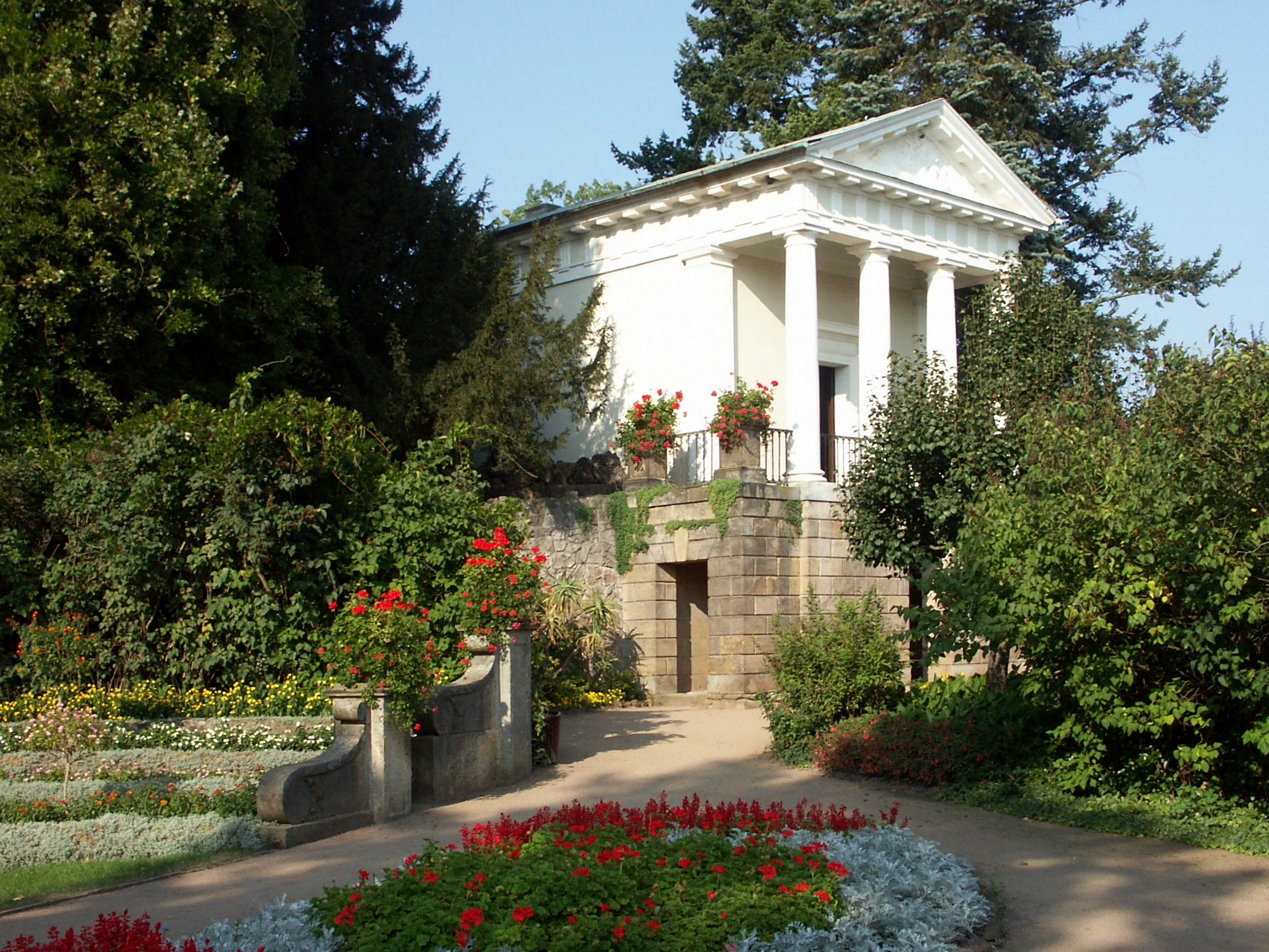
Floratempel
Die goldene Urne
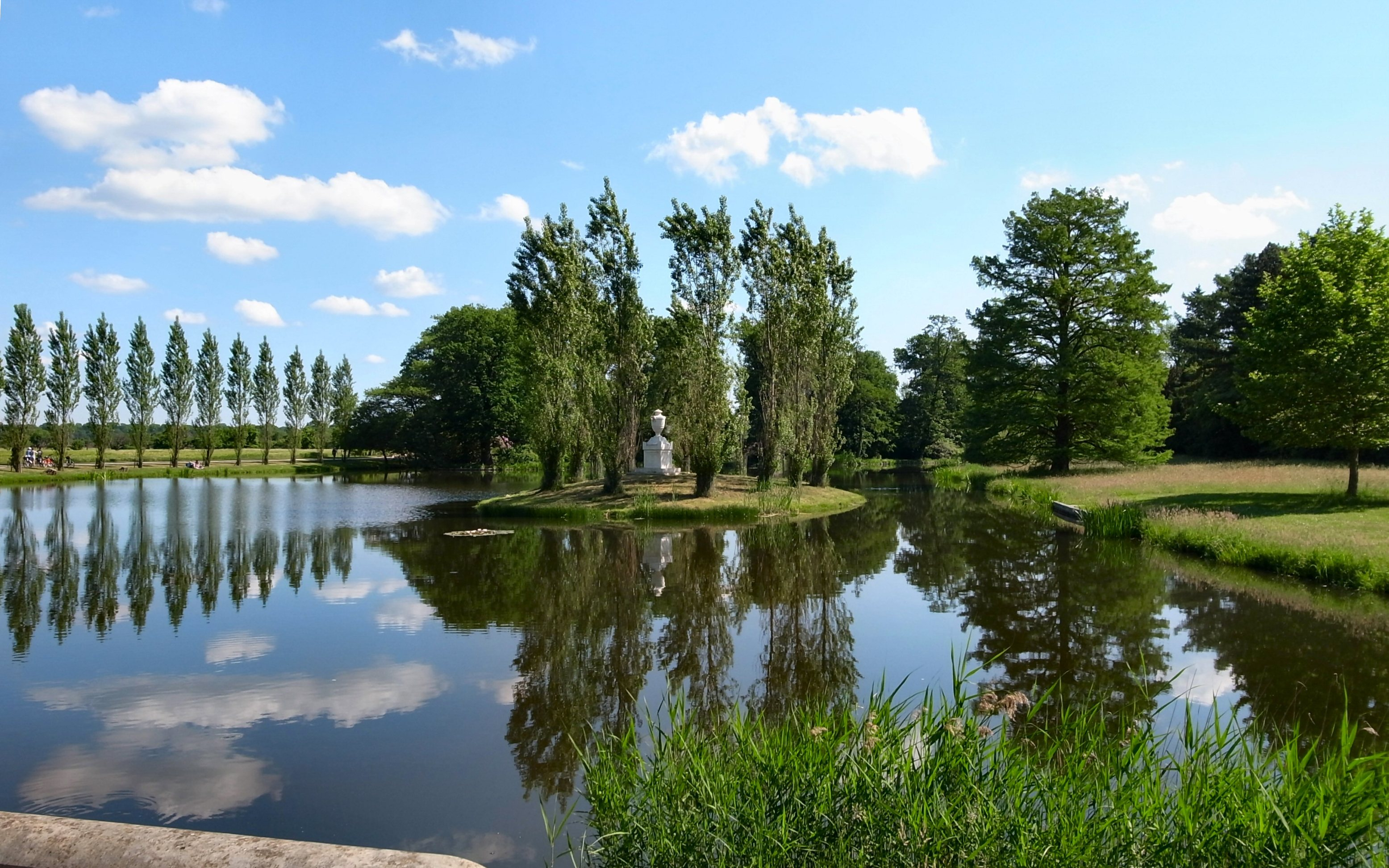
Rousseau-Insel
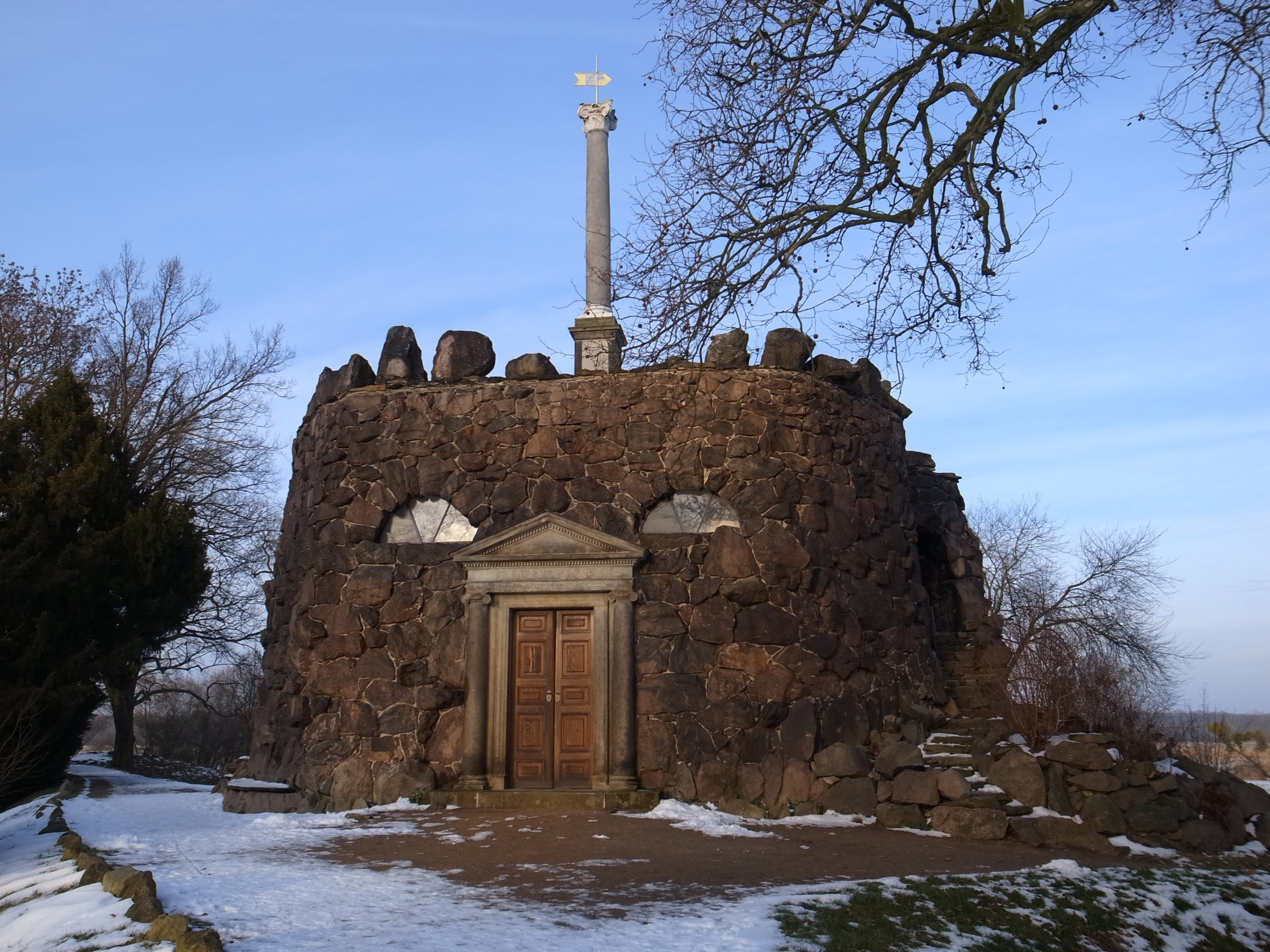
Monument